# Episodi di Xena - Principessa guerriera (terza stagione)
La terza stagione della serie televisiva Xena - Principessa guerriera, composta da 22 episodi, è stata trasmessa per la prima volta negli Stati Uniti, in Syndication, dal 29 settembre 1997. Dall'undicesimo episodio in poi, le fonti differiscono sulle date di prima tv originali, tanto è vero che secondo IMDb e Movieplayer.it l'ultimo episodio è stato trasmesso per la prima volta il 19 maggio 1998, mentre secondo The TVDB l'ultimo episodio è stato trasmesso il 23 maggio 1998. Il DVD della stagione è stato pubblicato il 10 febbraio 2004; in Italia, così come per le altre stagioni del telefilm, il DVD non è stato pubblicato.
Sempre in Italia, la stagione è stata trasmessa in prima visione su Italia 1 dal 3 aprile al 28 aprile 2000. Per gli episodi Xena contro il Dragone Verde e Xena e la Stella del Mare non è possibile ricavare con certezza una data di trasmissione, in quanto le fonti disponibili non coprono tutti i giorni compresi tra il 3 e il 28 aprile 2000. Tuttavia, nel caso di Xena contro il Dragone Verde, ipotizzando la trasmissione regolare di un episodio dal lunedì al sabato fino al 21 aprile 2000, si può affermare (con le dovute riserve) che l'episodio è stato trasmesso per la prima volta sabato 8 aprile 2000 su Italia 1. Anche perché l'episodio è la prima parte di una storia che si conclude nell'episodio successivo, e non avrebbe avuto senso mandarlo in onda dopo Xena e le perle di saggezza (seconda parte della storia). Per Xena e la Stella del Mare invece, la data più probabile sembra essere il 24 aprile 2000, in quanto sabato 22 aprile 2000 L'Unità e La Stampa riportano che il telefilm non è stato trasmesso.
In questa stagione inizia il ciclo di Dahak, che si protrae per tutta la durata della stagione. Egli è una divinità malvagia che mette incinta Olimpia, la quale partorisce Speranza, malvagia come il padre e responsabile (assieme a Callisto) della morte di Seleuco, figlio di Xena. Questo porterà a una rottura tra le due amiche, risolta nel famoso episodio musical Xena e la Ruota del Fato. Rientrerà in scena nel doppio finale di stagione, Xena e la rinascita di una dea e Xena e il sacrificio supremo, dove soccomberà grazie al sacrificio della madre Olimpia.
La stagione è anche piena di episodi comici, nei quali scopriamo l'esistenza di una terza sosia di Xena, Leah, sacerdotessa vergine di Eriane. In Xena contro l'armata persiana, invece, avremo uno dei momenti che più sottolineano la particolare amicizia delle protagoniste, con Xena disposta a morire per proteggere l'amica Olimpia, gravemente ferita.
| nº | Titolo originale            | Titolo italiano                     | Prima TV USA      | Prima TV Italia |
| -- | --------------------------- | ----------------------------------- | ----------------- | --------------- |
| 1  | The Furies                  | Xena e la condanna delle Furie      | 29 settembre 1997 | 3 aprile 2000   |
| 2  | Been There, Done That       | Xena contro Metranidi e Leonidi     | 6 ottobre 1997    | 4 aprile 2000   |
| 3  | The Dirty Half Dozen        | Xena e il metallo di Vulcano        | 13 ottobre 1997   | 5 aprile 2000   |
| 4  | The Deliverer               | Xena contro il testimone di Dahak   | 20 ottobre 1997   | 6 aprile 2000   |
| 5  | Gabrielle's Hope            | Xena e la Speranza di Olimpia       | 27 ottobre 1997   | 7 aprile 2000   |
| 6  | The Debt (Part 1)           | Xena contro il Dragone Verde        | 3 novembre 1997   | 8 aprile 2000   |
| 7  | The Debt (Part 2)           | Xena e le perle di saggezza         | 10 novembre 1997  | 10 aprile 2000  |
| 8  | The King of Assassins       | Xena e la regina Cleopatra          | 17 novembre 1997  | 11 aprile 2000  |
| 9  | Warrior...Priestess...Tramp | Xena e la congiura al tempio        | 12 gennaio 1998   | 12 aprile 2000  |
| 10 | The Quill Is Mightier       | Xena e l'incantesimo di Venere      | 19 gennaio 1998   | 13 aprile 2000  |
| 11 | Maternal Istincts           | Xena e la figlia del Male           | 26 gennaio 1998   | 14 aprile 2000  |
| 12 | The Bitter Suite            | Xena e la Ruota del Fato            | 2 febbraio 1998   | 15 aprile 2000  |
| 13 | One Against An Army         | Xena contro l'armata persiana       | 9 febbraio 1998   | 17 aprile 2000  |
| 14 | Forgiven                    | Xena e l'anfora di Apollo           | 16 febbraio 1998  | 18 aprile 2000  |
| 15 | King Con                    | Xena contro il re degli imbroglioni | 23 febbraio 1998  | 19 aprile 2000  |
| 16 | When In Rome...             | Xena e il triumvirato di Roma       | 2 marzo 1998      | 20 aprile 2000  |
| 17 | Forget Me Not               | Xena e l'ossessione di Olimpia      | 8 marzo 1998      | 21 aprile 2000  |
| 18 | Fins, Femmes and Gems       | Xena e la Stella del Mare           | 11 aprile 1998    | 24 aprile 2000  |
| 19 | Tsunami                     | Xena e il presagio di sventura      | 20 aprile 1998    | 25 aprile 2000  |
| 20 | Vanishing Act               | Xena e la statua della pace         | 27 aprile 1998    | 26 aprile 2000  |
| 21 | Sacrifice (Part 1)          | Xena e la rinascita di una dea      | 10 maggio 1998    | 27 aprile 2000  |
| 22 | Sacrifice (Part 2)          | Xena e il sacrificio supremo        | 19 maggio 1998    | 28 aprile 2000  |

## Xena e la condanna delle Furie
- Titolo originale: The Furies
- Diretto da: Gilbert Shilton
- Scritto da: R. J. Stewart

### Trama
Marte si trova nel tempio delle Furie (Aletto, Megera e Tisifone) cui chiede un favore; Xena si è macchiata di una terribile colpa, e lui chiede alle tre divinità di condannarla alla pazzia e alla persecuzione eterna. Xena e Olimpia stanno camminando su un sentiero, quando vengono attaccate da un gruppo di briganti che vogliono la testa della principessa guerriera; nel combattimento che ne segue, Xena comincia a comportarsi in modo molto bizzarro, scatenando la preoccupazione dell'amica. Sconfitti i nemici, Olimpia le ricorda di interrogare i guerrieri per capire le loro intenzioni: il sommo Lisio del tempio delle Furie ha posto una taglia sulla testa della principessa guerriera. La giovane convince l'amica a partire per chiedere spiegazioni al sacerdote.
Accampatesi per la notte, i segni della pazzia di Xena aumentano quando la guerriera minaccia un gruppo di persone innocenti; credendo che siano guerrieri, li accusa di aver ucciso donne e bambini, ma Olimpia le fa capire che lì non ci sono uomini, ma donne e fanciulli spaventati da lei. Il giorno dopo, nel tempio delle Furie Lisio rivela che Xena è stata punita per non aver vendicato la morte di suo padre. Xena è stupefatta e corre fuori dal tempio nella foresta; qui comincia ad avere strane visioni. Olimpia cerca di calmarla, ma la guerriera la lega ad un albero. Intuendo che si sta dirigendo ad Anfipoli, Olimpia la segue; la trova svenuta e accudita dalla madre, che ha già capito l'accaduto: la stessa cosa era successa a Oreste, figlio di Agamennone, dopo che non aveva vendicato la morte del padre. Irene rivela infine che è stata lei a uccidere il padre di Xena: quando la guerriera aveva solo sette anni, il padre di Xena era tornato ubriaco e infuriato dal tempio di Marte, e intenzionato a uccidere sua figlia; ma lei lo fermò per sempre. Olimpia parte per parlare con Oreste, che si dice abiti lì vicino, mentre Xena affronta la madre: le dice che la capisce, l'ha fatto per difenderla; ma ora lei si ritrova a dover affrontare una scelta difficile. Dopo aver delirato, se ne va sull'orlo di un burrone, dove viene fermata da Marte prima che si suicidi: questi le dice che deve solo uccidere sua madre e poi tutto tornerà come prima. Xena pretende però che le Furie siano presenti quando compirà il matricidio.
Olimpia scopre che Oreste è rinchiuso in un manicomio: quando le Furie lo perseguitarono, lui uccise sua madre Clitennestra per vendicare la morte del padre, ma poi le Furie lo condannarono per aver ucciso sua madre. Olimpia riparte di corsa. Xena è di nuovo alla taverna e obbliga sua madre a seguirla al tempio delle Furie; prima di partire, si fa dire come è stata concepita: una notte suo padre, che era lontano in battaglia, tornò misteriosamente a casa; la guerriera la porta poi al tempio delle Furie per ucciderla. Olimpia la ferma in tempo, ma viene messa a tacere da Marte. Xena a quel punto, però, spiega alle Furie che in realtà suo padre non è morto, perché è Marte il suo vero padre. Il dio è allibito e Olimpia, su esortazione dell'amica, comincia a raccontare: si dice che Marte, mentre gli uomini a lui fedeli erano in battaglia, prese le loro sembianze e andò dalle loro spose. Xena propone così una sfida per dimostrare la veridicità delle sue parole: se riuscirà a batterlo, è veramente figlia di Marte. I due cominciano a lottare, dimostrando pari abilità; quando Marte viene sconfitto, Xena chiede alle Furie di farla rinsavire. Le divinità devono accettare, e avvertono Marte: Giove e gli altri dei sapranno quello che ha fatto. Quando se ne sono andate, Marte nega di essere il padre di Xena, ma se lo fosse sarebbe molto fiero di lei. Xena e Irene parlano; la donna chiede scusa alla figlia, che la rassicura: non ha niente da perdonarle, lei le ha solo salvato la vita.
- Altri interpreti: Kevin Tod Smith (Marte), Darien Takle (Irene), Asa Lindh (Aletto), Graciela Heredia (Megera), Celi Fonseca (Tisifone), Craig Walsh-Wrightson (Lisio).

## Xena contro Metranidi e Leonidi
- Titolo originale: Been There, Done That
- Diretto da: Andrew Merrifield
- Scritto da: Hilary J. Bader

### Trama
Xena e Olimpia stanno dormendo nella stalla di un villaggio, quando vengono svegliate da Corilo che ha portato loro delle uova per fare colazione. Quando le rompe a causa della caduta di un ferro di cavallo dall'alto, il trio va a fare un giro nel villaggio; subito devono interrompere un litigio tra due giovani appartenenti alle famiglie rivali del villaggio, i Metranidi e i Leonidi. Corilo si allontana, e provoca involontariamente un altro litigio, nel quale viene ucciso. Xena e Olimpia si addormentano sulla riva del lago in cui hanno svolto la cerimonia funebre per l'amico. Il giorno dopo si risvegliano nella stalla, e Corilo miracolosamente è ancora vivo. Solo Xena sembra rendersi conto che il giorno si sta ripetendo, così dice agli amici che devono rimanere uniti; messe fine alle liti del "giorno prima", i tre tornano al sicuro alla stalla. Qui trovano il fabbro ferito: alcuni uomini hanno ucciso tutti i cavalli, tra cui Argo. Il giorno dopo le due amiche si risvegliano con Corilo nella stalla; tutto si ripete nello stesso modo, e Xena capisce di essere l'unica in grado di fare qualcosa. Al successivo risveglio, parte subito per fermare la lite tra i due giovani, ma altri cominciano a lottare; Corilo e Olimpia si allontanano, ma per salvare l'amico la giovane resta uccisa. Il giorno dopo, con le stesse dinamiche che si ripetono di nuovo, Xena si risveglia nella stalla con Olimpia ancora viva; così prova a fermare i combattimenti, ma ce ne sono troppi: le due famiglie lottano per qualsiasi scusa. Mentre sono nella piazza del villaggio, la guerriera trova una boccetta rotta che conteneva del veleno di vipera, mortale. Non sapendo che altro fare, Xena accetta il consiglio di Corilo: dichiarandosi nemici di entrambe le famiglie le fanno alleare contro loro tre, ma così vengono uccisi. Xena si risveglia nella stalla e punisce Corilo con il chakram per il pessimo aiuto che le ha dato, uccidendolo; si rimette poi a dormire beatamente, lasciando Olimpia sconvolta. Il giorno dopo, che è sempre lo stesso giorno, lega Olimpia e Corilo per non far fare loro danni ed esce dalla stalla in cerca di informazioni: scopre che il veleno di vipera è stato rubato al farmacista del villaggio, poi si reca dalla levatrice Altara per farsi raccontare alcuni aneddoti sulle due famiglie rivali. Quando il giorno si ripete, Xena affronta i capi delle famiglie, Metranio e Leonida, raccontando fatti che sottolineano la reciproca stima che un tempo c'era tra i due; nel villaggio torna così la pace. Ma non è finita: il giorno si ripete per l'ennesima volta. Capisce così che le è sempre sfuggito il veleno di vipera: trova perciò due giovani, Nerion ed Ermia, disperati perché la fanciulla ha bevuto il veleno; infatti i due sono innamorati ma, essendo appartenenti alle due famiglie, sanno che la loro unione non sarà mai permessa. Nerion spiega a Xena che, una volta saputo quello che Ermia aveva fatto, lui aveva chiesto l'aiuto di Cupido: considerata la genuinità del loro amore il dio era intervenuto, promettendogli che quel giorno si sarebbe ripetuto finché un eroe non l'avrebbe salvata. Quando la giornata comincia di nuovo, Xena cerca di fermare la giovane, ma è troppo tardi: la stalla è troppo lontana dal punto in cui Ermia si trova. Così la guerriera passa il resto della giornata a prendere angolature e misure e a guardare Olimpia lottare per mettere fine alle numerosi liti nella piazza del villaggio. Il giorno si ripete ancora e Xena, uscita dalla stalla, lancia il chakram: con un sol tiro mette fine così a tutte le traversie e rompe la boccetta di veleno prima che Ermia lo beva. Con le famiglie di nuovo riappacificate, Xena e Olimpia si riaddormentano nella stalla. Il mattino seguente il giorno sembra ripetersi per l'ennesima volta: al risveglio nella stalla Corilo entra con la colazione ripetendo la stessa frase, ma stavolta ha portato delle rape, e Xena è più gioiosa che mai di vederle con i suoi stessi occhi, mentre Corilo e Olimpia rimangono abbastanza perplesse dalla sua reazione. I tre si stringono in un caldo abbraccio.
- Altri interpreti: Ted Raimi (Corilo), Rebekah Davies (Ermia), Joseph Murray (Nerion), John McKee (Metranio), Norman Fairley (Leonida), Mary Woodward (Altara).

## Xena e il metallo di Vulcano
- Titolo originale: The Dirty Half-Dozen
- Diretto da: Rick Jacobson
- Scritto da: Steven L. Sears

### Trama
Marte ha rubato al fratello Vulcano il segreto per forgiare armi indistruttibili; le armi create con quella lega sono poi state consegnate al malvagio Agatone, che è così riuscito a sconfiggere un'intera armata ateniese. Nella piazza di un villaggio, il criminale Volusio sta per essere decapitato, ma viene salvato da Xena e Olimpia, che lo fa fuggire; la guerriera lo convince a unirsi a lei per sconfiggere Marte e Agatone, e il guerriero accetta. I tre si recano poi in una prigione vicina, da cui riescono a far evadere Polissene e Musonio, rinchiusi lì in attesa dell'esecuzione; con loro Xena ha anche chiamato la bella Glafira. Tutti e quattro avevano un tempo combattuto al fianco della principessa guerriera, per poi separarsi e diventare criminali. Comunque accettano di aiutarla contro il dio della guerra in cambio della libertà. I sei arrivano così nel campo di battaglia dove l'armata ateniese è stata distrutta, e qui vedono spade e scudi completamente distrutti; improvvisamente sono attaccati da un gruppo di uomini di Agatone, che hanno strane armature contro cui nessun'arma può nulla, e infatti le spade dei cinque guerrieri si spezzano contro esse. Riescono a liberarsene grazie a Pelusio, che con le sue frecce mette in fuga i nemici; Xena ammette così che devono combattere contro guerrieri che hanno dalla loro il potere del dio Vulcano. Al castello del signore della guerra, Agatone e Marte sono nelle fucine dove vengono forgiate le armi; quando Marte lo avverte che Xena sta arrivando, l'uomo lo rassicura, perché ha forgiato un'arma contro cui neanche il chakram di Xena può vincere. Intanto Xena e gli altri si dividono: lei e Olimpia andranno da re Alceo (Xena e il segreto di Pandora) per dirgli di mobilitare le truppe; in questo modo Agatone penserà che il sovrano voglia combatterlo. Glafira e Polissene vanno in un villaggio a prendere provviste, mentre Volusio e Musonio si intrufolano nel castello di Agatone per poter disegnare poi una mappa dell'interno. Quando si riuniscono, Musonio vuole avere una ricompensa dopo che l'avrà aiutata; nello scontro che ne segue, questi lancia un'ascia contro Olimpia, ma Xena la salva e l'uomo rimane ucciso. Il giorno seguente, il gruppo si intrufola nel castello dopo aver distratto le guardie con delle palle infuocate; ma Xena, Olimpia e Glafira vengono catturate: Volusio e Polissene le hanno tradite e si sono alleati con Agatone per denaro. In realtà Polissene ha solo finto di tradirle, glielo aveva detto Xena; così l'uomo libera le compagne e i quattro si dirigono alla fucina. Messi fuori gioco Volusio e le guardie di Agatone con le armi che lo stesso signore della guerra ha fatto forgiare, Xena fa uscire gli altri dall'edificio mentre lei fa cadere un masso sul fuoco della fucina. La guerriera e Agatone si sfidano: l'uomo estrae la sua arma, un boomerang di metallo, e lo scaglia contro Xena; la principessa guerriera lo distrugge col chakram e i suoi frammenti feriscono al volto Agatone. Xena fugge in tempo dal castello prima che questi esploda. Ora che hanno riconquistato la libertà, Polissene e Glafira decidono di partire insieme, e salutano Xena e Olimpia, che riprendono il loro viaggio.
- Altri interpreti: Kevin Tod Smith (Marte), Jonathan Roberts (Agatone), Jon Brazier (Volusio), Charles Mesure (Darnelle), Katrina Hobbs (Glafira), Stephen Ure (Musonio).

## Xena contro il testimone di Dahak
- Titolo originale: The Deliverer
- Diretto da: Oley Sassone
- Scritto da: Steven L. Sears

### Trama
Marte sta parlando nel suo tempio con la dea Discordia di una nuova setta; la giovane dea è convinta che Marte debba distruggere il loro tempio di persona, ma il dio della guerra la rassicura: se ne occuperà il suo uomo migliore. Xena sta camminando con Olimpia quando incontrano un gruppo di prigionieri britanni. Sentendo pronunciare il nome di Cesare da una delle guardie, la guerriera le attacca e libera i prigionieri; questi sono guidati da Oroveso, sacerdote di una nuova divinità che porterà pace e amore sulla Terra, ed erano in Gallia per reclutare mercenari da inviare come aiuto a Boadicea, una vecchia conoscenza di Xena. Olimpia è molto affascinata dall'uomo, e parla con lui del suo culto. Marte intanto appare a Xena e la esorta a distruggere il tempio della setta di cui Oroveso fa parte, perché di rilevante importanza strategica per Cesare. Il gruppo si imbarca per raggiungere l'isola dove si trova Cesare; sulla nave, Xena racconta ad Olimpia che una volta finse di allearsi a Boadicea e al suo sposo Pollione; ottenuto il comando della loro armata, ordinò ai loro stessi uomini di ucciderli, ma loro fuggirono. Giunti in Britannia, Xena si unisce a Boadicea per sconfiggere i soldati romani che proteggono le coste, ma Olimpia e Oroveso vengono catturati e portati al cospetto di Cesare in persona. All'accampamento di Boadicea, Xena non trova la sua amica; una donna di nome Ilda le si avvicina, e quando vede che Oroveso non è con lei capisce che è stato catturato dai romani. Xena comprende che anche l'amica è in mano di Cesare e prepara un piano per liberarla. Intanto Olimpia e Oroveso sono nell'accampamento del generale romano; l'alba del giorno dopo, saranno portati sulla collina come esca per Xena. Per tutta la notte i due continuano a parlare della divinità in cui crede Oroveso, e Olimpia è sempre più affascinata. Il giorno dopo, la giovane e il sacerdote vengono legati a due croci; uno degli uomini di Cesare si avvicina per spezzare le gambe a Olimpia (su ordine del suo comandante) ma Xena e alcuni uomini, lì nascosti, intervengono e portano in salvo la giovane e Oroveso. Cesare è costretto a guardare la scena da lontano, e dà ordine di far avvicinare tutte le legioni del territorio. Xena e Boadicea decidono di liberare il tempio della setta di Oroveso; sconfitti i romani posti a presidio dell'edificio, organizzano un esercito per conquistare le altre sette colline del territorio, mentre Olimpia rimane con l'amico e gli altri seguaci della divinità. Xena e Boadicea sono pronte all'attacco di Cesare, quando Xena riceve la visita di Marte: il dio le ripete che deve distruggere il tempio, perché quella divinità è malvagia e distruggerà tutto il mondo che lui e gli altri dei hanno costruito; Xena se ne va, rifiutandosi di ascoltare Marte. Mentre l'enorme esercito di Cesare si avvicina, Olimpia si trova con gli altri fedeli al tempio della divinità per una cerimonia; quando però Ilda cerca di uccidere Oroveso con un pugnale sacrificale, la giovane l'allontana e cerca di mettere in salvo l'amico. Per farlo si vede costretta ad uccidere per la prima volta quando la sacerdotessa le si avvicina di soppiatto con una spada. Oroveso la ringrazia: la sua innocenza e purezza era quello che Dahak, la sua divinità e Signore dell'Eterno Fuoco, aveva bisogno per entrare nel mondo e spargere terrore ovunque. Mentre Olimpia si butta a terra, piangendo, Xena vede delle nuvole addensarsi sopra il tempio e accorre: trova l'amica a terra, distrutta e sconvolta, che le dice cosa ha fatto; alle sue spalle spunta Oroveso, che ringrazia Xena perché è stata lei a portare lì Olimpia. Mentre l'altare esplode e delle fiamme catturano Olimpia e la sollevano in aria, il sacerdote si trasforma in un mostro e attacca Xena. La principessa guerriera afferra l'amica prima che possa precipitare nel baratro formatosi sotto le fiamme, nel quale getta Oroveso dopo averlo sconfitto con non poche difficoltà. Il tempio esplode; le due amiche si ritrovano al centro di un anello di pietre, e Olimpia dice a Xena che ormai nulla sarà più come prima, ma ancora non sanno quanto...
- Altri interpreti: Marton Csokas (Oroveso), Karl Urban (Cesare), Kevin Tod Smith (Marte), Jennifer Ward-Lealand (Boadicea), Meighan Desmond (Discordia), Catherine Boniface (Ilda).

## Xena e la Speranza di Olimpia
- Titolo originale: Gabrielle's Hope
- Diretto da: Charles Siebert, Andrew Merrifield
- Scritto da: R. J. Stewart

### Trama
Olimpia continua ad essere tormentata dagli incubi (nei quali in un contesto paradisiaco rivede la sacerdotessa Ilda e la scena della pugnalata) dopo la sua prima uccisione e, come le dice Xena, è giusto: il suo spirito e il suo corpo si stanno ribellando; in effetti la giovane si sente male e continua ad avere la nausea. Le due progettano di abbandonare la Britannia (con grande sollievo di Olimpia) ma mentre attraversano una foresta vengono attaccate da tre donne volanti: sono banshee, spiriti demoniaci che assumono sembianze di donne prima di attaccare per poi ritornare inconsistenti; Xena non riesce a colpirle, ma per qualche strana ragione le tre trattano con riverenza Olimpia, indicandola come la prescelta. Le due amiche si allontanano e si recano ad un villaggio vicino; mentre Olimpia mangia alla taverna (dimostrando un certo appetito) Xena va al porto per trattare con il mercante Asdrubale per un viaggio fino ad Atene. La taverna viene attaccata da un gruppo di cittadini, che appiccano fuoco all'edificio per bruciare la strega (Olimpia); mentre la giovane cerca di uscire, Xena lotta al porto contro dei soldati con un ciondolo che rappresenta un cuore trafitto. Sconfitti i nemici, cerca l'amica che intanto è riuscita a fuggire ed è scappata nella foresta; qui la principessa guerriera evita il linciaggio della giovane, e interrogando i cittadini essi dicono loro che i guerrieri col cuore trafitto hanno detto loro di ucciderla. Olimpia, in salvo, è circondata dalle banshee e viene trattata con grandi onori: lei infatti aspetta un bambino la cui nascita segnerà l'avvento del male. Questo spiegherebbe le nausee della giovane e le strane voglie mostrate alla taverna. Xena porta l'amica al sicuro nel castello dei guerrieri col cuore spezzato, luogo in cui le banshee non possono entrare. Mentre Olimpia si riposa nella stanza e la gravidanza procede velocemente, Xena affronta i guerrieri e li interroga su cosa l'amica abbia in grembo: questi spiegano loro che quando Olimpia fu sollevata dalle fiamme di Dahak nel suo tempio, il dio mise nel suo grembo il suo seme divino; alcuni di loro credono che il bambino sarà buono, altri vogliono ucciderlo perché è anche il figlio del male. Due guerrieri, Casvalan e Goewin, si schierano al fianco di Xena e difendono Olimpia mentre la principessa guerriera l'aiuta a partorire: è una bambina. La giovane decide di chiamarla Speranza, perché è questo che significa per lei. Xena comincia ad essere sospettosa sull'accaduto, e benché Olimpia le intimi di non azzardarsi a far del male a sua figlia la guerriera decide di tenerla sorvegliata. Quella notte, Goewin si allontana con fare sospetto e Xena lo segue; Speranza, che grazie alla sua parte divina è già cresciuta come se avesse qualche anno, strangola con la sua collana Casvalan. L'altro guerriero ha fatto entrare le banshee nel castello perché vuole avere il favore di Dahak; Xena lo colpisce, ma gli spiriti sono entrati. Tornata dall'amica, scopre il cadavere di Casvalan e si avvicina a Speranza per ucciderla; Olimpia si sveglia e non crede ai suoi occhi. Mentre Xena è distratta a combattere le banshee, la giovane fugge a cavallo con l'aiuto di una di loro, portando con sé la bambina. Sconfitti gli spiriti, la guerriera la insegue fino ad un dirupo; cercando di convincerla che Speranza è il male, si sconvolge quando Olimpia getta un urlo disperato gridando il suo nome. Raggiuntala la trova che guarda nel vuoto: Speranza ha cercato di ucciderla strangolandola e lei l'ha gettata giù. Xena però sente degli strani rumori venire da una caverna; malgrado le proteste dell'amica, va a controllare: è solo un topo. Scusandosi per non aver avuto fiducia di lei, Xena riparte con Olimpia. Un bambino è in una cesta che scorre sulle acque. Quella notte all'accampamento, mentre Xena dorme Olimpia si allontana silenziosa e guardando verso il cielo parla alla figlia, chiedendole di fare la brava.
- Altri interpreti: Peter Feeney (Casvalan), Robert Harte (Goewin), Mark Clare (Eudosio), Micelle Huirama (Banshee), Nicola Brown (Banshee), Catherine Boniface (Ilda).

## Xena contro il Dragone Verde
- Titolo originale: The Debt (Part 1)
- Diretto da: Oley Sassone
- Scritto da: Robert Tapert, R. J. Stewart

### Trama
Xena e Olimpia sono accampate per la notte, quando vengono raggiunte da un messaggero dello "Spirito delle acque"; questi è inseguito da un gruppo di guerrieri cinesi che attaccano le due. Dopo averli sconfitti, Xena si reca dall'uomo ormai morente per sentire il suo messaggio: il Dragone Verde è diventato troppo potente e va fermato. Scossa dalla notizia, Xena decide di partire per uccidere il Dragone nonostante le proteste di Olimpia; dopo aver detto all'amica di restare indietro, la giovane si rifiuta e partono insieme per il lungo viaggio. Per strada, Olimpia chiede a Xena chi sia il Dragone Verde, così la principessa guerriera comincia a raccontare. Anni prima, dopo che Cesare l'aveva ferita nello spirito e nel corpo, unì le sue forze al guerriero Aristarco (Xena e il figlio dei centauri); giunti nelle terre orientali, i due guerrieri avevano deciso di attaccare le due famiglie reali della Cina. I due ricevettero la visita di Ming Tzu, capo di una delle famiglie, e del figlio dodicenne Ming T'ien; il ricco nobile informò la coppia che sarebbe rimasto neutrale se avessero attaccato il territorio di Lao, il capo dell'altra famiglia. In cambio chiese la metà del bottino che i due avrebbero ottenuto dall'invasione. Xena rifiutò la proposta ad alta voce, facendo infuriare sia Aristarco che Ming Tzu. Più tardi, all'accampamento giunse la sposa del grande Lao, Lao Ma, venuta al posto del marito in quanto malato. Aristarco propose anche a lei la stessa offerta fatta a Ming Tzu, ma Xena si ingelosì quando l'uomo e la donna si avvicinarono troppo; decise così di ucciderla, ma Lao Ma la sconfisse facilmente senza nemmeno toccarla, usando dei poteri mentali incredibili. La donna avvisò Aristarco che il loro accordo era saltato; infuriato con Xena, il guerriero le disse di andarsene dall'accampamento, o l'avrebbe uccisa. Xena portò avanti così un suo piano: rapì il giovane Ming T'ien per chiedere il riscatto a suo padre. Saputo dell'accaduto, Aristarco si recò al rifugio della guerriera che gli spiegò il suo piano: avrebbe riconsegnato il bambino in cambio di oro e cavalli, e Aristarco avrebbe ricevuto il cinque per cento del bottino. All'incontro con Ming Tzu, Aristarco tradì però Xena e la consegnò al potente uomo assieme a suo figlio.
A questo punto, Olimpia non riesce a credere a quanto la sua amica fosse un tempo crudele e spietata, così rinuncia a seguirla in Cina. Così la principessa guerriera continua il viaggio da sola, nonostante l'amica cerchi di convincerla a non partire; mentre è sulla nave che la porterà dall'altra parte del mondo, Xena ripensa al suo secondo incontro con Lao Ma.
Catturata da Ming Tzu, la guerriera fu portata nel territorio di Lao per una battuta di caccia dove la preda era proprio lei. Nel bosco, la carovana di Ming Tzu incontra Lao Ma, che concesse all'uomo il permesso di cacciare Xena nei suoi territori. La donna diede anche un regalo al giovane Ming T'ien, ma questi la trattò con disprezzo e buttò via il regalo; rimproverato dal padre, il fanciullo diede solo un'occhiata al ricamo fatto da Lao Ma raffigurante il suo stemma personale: un drago verde. Ming Tzu liberò Xena e la fece inseguire dai suoi cani; ancora lenta nei movimenti dopo che Cesare le fece spezzare le gambe (Xena e Giulio Cesare), la guerriera fu presto raggiunta dai cani. Ma Lao Ma intervenne e la salvò, portandola al sicuro nel suo palazzo: infatti la donna spiegò di avere l'abilità di vedere l'animo delle persone, e avendo guardato in quello di Xena vide che lei era in grado di imprese straordinarie.
Nel presente, Xena riesce a intrufolarsi nel palazzo di Ming T'ien, il Dragone Verde. Raggiunta la sua stanza da letto, sta per affondare un coltello nelle lenzuola quando queste si alzano: Olimpia è sotto di esse, vestita con abiti cinesi, e la supplica di fermarsi; non poteva permetterle di compiere un omicidio, così ha avvertito Ming T'ien, che entra nella stanza irato e fa catturare la principessa guerriera.
- Altri interpreti: Marton Csokas (Aristarco), Jacqueline Kim (Lao Ma), Grant McFarland (Ming Tzu), Daniel Sing (Ming T'ien), Daniel Lim (Ming T'ien dodicenne).

## Xena e le perle di saggezza
- Titolo originale: The Debt (Part 2)
- Diretto da: Oley Sassone
- Scritto da: Robert Tapert, R. J. Stewart

### Trama
Ming T'ien ordina che Xena venga gettata in prigione e proibisce a Olimpia di farle visita prima del processo; le racconta che a Xena deve molto, perché quando era giovane gli aveva insegnato come governare ed essere spietato, al contrario di suo padre, un essere sensibile e piagnucoloso. Intanto Xena scopre che gli altri prigionieri vengono tutti dal regno di Lao, ed è molto sconvolta quando scopre da uno di loro che Lao Ma è stata giustiziata su ordine di Ming T'ien. La guerriera continua così a ricordare il suo passato.
Dopo averla salvata da Ming Tzu, Lao Ma la vestì con stoffe cinesi e le fece vedere i suoi poteri telecinetici; quando la guerriera le chiese di insegnarglieli, Lao Ma disse che doveva liberare la mente, non pensando a tutti i pensieri violenti e malvagi che la caratterizzavano; doveva smettere di volere e desiderare. Come prima prova, le disse di servire qualcuno che odiava: Ming Tzu, venuto a cena nel palazzo della donna col figlio Ming T'ien; servendo il nemico, Xena represse il desiderio di ucciderlo e riuscì a controllare i propri istinti. Più tardi, Lao Ma portò la guerriera a visitare il suo sposo: Xena scoprì che la donna lo teneva in vita usando la pressione (la stessa che usa lei quando interroga i nemici) su alcuni punti del suo corpo; gli rivelò infatti che se il suo sposo fosse morto, sarebbe scoppiata una guerra per il trono, ma tenendolo in vita lei riuscì a trasformare la sua pessima reputazione di tiranno malevolo in quella di un sovrano giusto e buono, amato dal suo popolo. Rivelò inoltre a Xena di essere la madre di Ming T'ien.
Nel presente, Olimpia sembra aver convinto il Dragone Verde a liberare Xena se questa chiederà perdono; ma quando viene interrogata al proposito, la guerriera ripensa al momento in cui Lao Ma le guarì le gambe ancora fuori uso. Ming T'ien, vedendo che la nemica (commossa) rimane impassibile, la condanna a morte e poi dà a Olimpia il permesso di visitarla. Nella prigione, Olimpia chiede scusa all'amica per averla tradita e Xena la perdona, ma le dice anche che si sentirà felice solo quando Ming T'ien sarà morto perché vuole vendicare Lao Ma, che le aveva salvato non solo la vita ma anche lo spirito. Racconta poi a Olimpia che Lao Ma organizzò un incontro con Aristarco per formare con lui e Ming Tzu una triplice alleanza, mentre lei, Xena, avrebbe protetto il suo popolo come sua principessa guerriera (è Lao Ma a darle questo titolo). Ma quando anche Aristarco e Ming Tzu pretesero di avere Xena, i quattro organizzarono un gioco coi dadi: chi avrebbe vinto, avrebbe ottenuto Xena e una parte del corpo degli altri tre. Xena vinse, e Aristarco gli concesse il suo cuore, ma da Ming Tzu Xena pretese il cuore in senso letterale, e lo uccise. Quando stava per uccidere anche suo figlio, però, Lao Ma lo difese e allontanò Aristarco e Xena con la forza della mente.
Solo ora, dopo tanti anni, Xena dice a Olimpia di aver capito che Lao Ma voleva solo la pace per il suo popolo e voleva allontanare lei dalla via del male che aveva intrapreso. Giunta l'ora dell'esecuzione, Xena viene portata nel salone di Ming T'ien; legata ad una croce parallela al suolo, il boia le si avvicina con una sega per ucciderla. Ricordando gli insegnamenti di Lao Ma, Xena si libera con la forza del pensiero e provoca un terremoto che fa crollare il palazzo. Quando Ming T'ien esce dalle macerie annunciandole che aveva una cosa da dirle, fa allontanare Olimpia, promettendole che non lo ucciderà ma lo risparmierà, poiché  (come lui stesso le ricorda) era stata lei a farlo diventare un mostro spietato. Il sovrano l'affronta, dimostrandole con le parole tutta la sua malvagità: era stato lui ad uccidere con le sue stesse mani una disperata Lao Ma, ben sapendo (al contrario di quanto si aspettasse Xena) che era sua madre, e proprio per questo lei non avrebbe mai messo a repentaglio la vita di suo figlio per salvarsi. Consegna poi alla guerriera il ferma-capelli che Lao Ma le regalò (dopo che ai loro primi incontri lei stessa le aveva spiegato che quell'oggetto poteva trasformarsi in un'arma mortale) dicendole che quello era stato il suo ultimo desiderio. Olimpia torna nella stanza: Ming T'ien è seduto sul trono e Xena gli dice che ormai non ha più potere; poi raccoglie il libro in cui Lao Ma aveva racchiuso tutte le sue perle di saggezza e si allontana con l'amica, che si dimostra assai fiera della sua decisione, poiché comportandosi come aveva fatto aveva seguito alla lettera gli insegnamenti di Lao Ma. In realtà Xena le ha mentito: ha ucciso Ming T'ien trafiggendogli il cranio con il ferma-capelli.
- Altri interpreti: Marton Csokas (Aristarco), Jacqueline Kim (Lao Ma), Grant McFarland (Ming Tzu), Daniel Sing (Ming T'ien), Daniel Lim (Ming T'ien dodicenne).

## Xena e la regina Cleopatra
- Titolo originale: King Of Assansins
- Diretto da: Bruce Campbell
- Scritto da: Adam Armus, Nora Kay Foster

### Trama
Mentre sta interrogando un prigioniero, Xena è sorpresa di trovare in galera anche l'amico Corilo, arrestato per aver rubato una gallina; Xena lo fa liberare e gli dice di raggiungere Olimpia al villaggio mentre lei si recherà dal capo dell'uomo che stava interrogando. Intanto Autolico e un uomo mascherato entrano in una stanza del palazzo di un signore della guerra per rubargli la spada che tiene lì; quando il guerriero li scopre, l'uomo mascherato lo uccide brutalmente nonostante le proteste del re dei ladri. L'assassino si toglie la maschera: è Corilo. Il giorno dopo, Autolico lo trova nella piazza del villaggio; nervoso, cerca di dargli la spada e gli dice che è molto pericoloso. Corilo è soddisfatto di sentirsi definire così, ma quando Olimpia lo raggiunge lo prende per un orecchio e gli chiede perché l'ha fatta aspettare per così tanto. Autolico è confuso: non è assolutamente come l'assassino con cui è in combutta. Corilo spiega che molto probabilmente ha incontrato il suo fratello gemello, Ceneo, un assassino a pagamento. Olimpia decide così di fermarlo anche se Xena non è lì presente ed escogita un piano: Autolico metterà la spada dove Ceneo gli ha detto di metterla e poi aspetterà l'arrivo dell'assassino. Il ladro entra così nella stanza designata e getta una corda dalla finestra per far arrampicare Olimpia e Corilo; viene interrotto da una donna che entra con le sue ancelle. Autolico chiude la finestra, tagliando la corda e facendo precipitare Corilo, che viene arrestato assieme ad Olimpia. Intanto Autolico scopre che la donna è Cleopatra, la regina d'Egitto, e che Ceneo vuole uccidere lei. Ella è in Grecia per assumere il controllo di un'armata per invadere l'Egitto e prendere il trono che le è stato usurpato dal fratello Tolomeo. Quando scopre Autolico, questi le dice che se sta cercando un'armata, non c'è miglior comandante di Xena; la regina accetta la spiegazione e gli permette di esporre la sua offerta.
In prigione, Corilo avverte Potino, il capo delle guardie, della congiura contro Cleopatra, così viene liberato; lascia però Olimpia in cella, avvertendola che è meglio per lei se non incontra Ceneo. Credendolo Ceneo, Potino, il responsabile dell'attentato, lo lascia vagare per il palazzo e fa chiudere tutte le porte dell'edificio. Il vero Ceneo trova Autolico nella stanza che Cleopatra gli ha assegnato: gli ordina di raggiungere Cleopatra al suo bagno reale e, quando le guardie usciranno dalla stanza, lui agirà. Con la regina, Autolico cede ai suoi atteggiamenti seduttivi, ma la convince a far rimanere le guardie. Corilo e Ceneo si trovano faccia a faccia; Ceneo deride il fratello, la pecora nera della famiglia (fatta di signori della guerra e assassini) ma il giovane gli intima di lasciar stare Cleopatra e Olimpia. Intanto proprio quest'ultima è fuggita di prigione e si traveste da ancella della regina; trovato Autolico, lo convince a non dire ancora nulla a Cleopatra, ma di recarsi subito da Potino. La giovane lo trova subito e viene raggiunta da Corilo e Autolico; credendo di avere di fronte Ceneo, Potino ordina che la giovane e il ladro vengano gettati in prigione, ma Xena interrompe le guardie e le sconfigge. La guerriera escogita poi un piano: Olimpia cercherà Corilo, Autolico cercherà Ceneo e lei andrà da Cleopatra. Autolico trova per prima la regina, e vengono interrotti da Ceneo. Xena lo ferma prima che uccida Cleopatra, e quando Potino con le guardie li raggiunge inizia una piccola battaglia. Quando il capo delle guardie cerca di uccidere Corilo, Ceneo, con sorpresa di tutti, lo uccide: nessuno può toccare suo fratello, tranne lui. Ceneo viene imprigionato nelle celle del villaggio, mentre Cleopatra dà un caloroso saluto ad Autolico e dice a Xena di andare a trovarla in Egitto: le riserverà un benvenuto indimenticabile.
- Altri interpreti: Bruce Campbell (Autolico), Ted Raimi (Corilo; Ceneo), Gina Torres (Cleopatra), Jonathon Hendry (Potino).

## Xena e la congiura al tempio
- Titolo originale: Warrior...Priestess...Tramp
- Diretto da: Robert Ginty
- Scritto da: Adam Armus, Nora Kay Foster

### Trama
Nella piazza di un villaggio, Xena affronta il guerriero Didaco; quando questi estrae la spada per lottare, la guerriera stupisce tutta la folla buttando a terra le armi e spogliandosi dell'armatura. Didaco la cattura e ordina ai suoi uomini di bruciarla sul rogo. Quando Olimpia arriva, l'amica è già legata ad un palo e viene dato fuoco alla legna che la circonda; pensando in una trovata di Xena per metterla alla prova, la giovane si ingegna in tutti i modi possibili per liberarla. Le due fuggono e riescono a nascondersi dagli uomini di Didaco; a questo punto Olimpia è confusa dall'atteggiamento dell'amica, e capisce così che deve trattarsi o della principessa Danae o di Melania (Xena e l'intrigo a corte). In realtà si trova di fronte a Leah, la sacerdotessa vergine di Eriane. Portatala da Xena, la sacerdotessa spiega loro che Eriane le aveva ordinato di indossare l'armatura rinchiusa nel suo armadio e di affrontare Didaco. La principessa guerriera pensa così che qualcuno stia usando la devozione di Leah per ucciderla, e decide di riportarla al tempio. Qui una delle guardie, Toracle, dice loro che la sacerdotessa è sull'altare; la sacerdotessa è intenta a raccontare una barzelletta per intrattenere i fedeli, e Xena capisce subito che è in realtà Melania e decide di chiederle spiegazioni. La donna spiega alla guerriera che Basilide, il sommo sacerdote, l'aveva convinta ad interpretare la parte della sacerdotessa dopo averle raccontato di come Leah era scomparsa. Xena ordina all'amica di rimanere nella sua stanza mentre lei cercherà indizi indossando una veste da sacerdotessa. Intanto Olimpia sta portando Leah alla taverna di Melania per nasconderla; qui incontrano Corilo, che sembra avere molto successo con le donne che vi lavorano.
Al tempio, Melania è nella stanza di Basilide dove trova un medaglione con una stella rappresentata; Basilide la scopre, e lei gli chiede se è veramente un sacerdote. L'uomo la minaccia: se dirà qualcosa a qualcuno la ucciderà. Subito dopo, il sacerdote viene raggiunto da Toracle: la vera Melania è nel tempio a bere il vino sacrificale, così i due capiscono che quella appena uscita dalla stanza non era lei. Quando la donna viene raggiunta da Basilide e socio, dice loro - credendole persone oneste - che Xena si trova al tempio per scoprire chi vuole uccidere Leah; dice anche che la sacerdotessa è alla sua taverna fingendo di essere lei. Basilide le dice che ha ancora bisogno di lei per il rituale di quella sera, poi dice a Toracle di mandare degli uomini alla taverna per uccidere la sacerdotessa. Xena rincontra Melania e le spiega chi sia in realtà Basilide: è un Deliano, e come tale disprezza le vergini di Eriane e intende ucciderle tutte. La guerriera viene poi raggiunta da Toracle, che cerca di ucciderla; Xena lo sconfigge e lo interroga: scopre così il piano di Basilide e si reca alla taverna. Qui, intanto, le ragazze di Melania pensano a mettere fuori gioco i guerrieri del tempio; quando tutti sono lì al sicuro, però, si rendono conto che Corilo è andato al tempio per salvare Melania perché crede ancora che lei sia lì. Così Xena, Olimpia e Leah vanno a salvarlo, mentre Basilide cattura Melania perché porti a termine il suo compito. Al tempio, il sacerdote e Toracle spiegano a Melania che intendono avvelenare le vergini di Eriane e che lei deve solo leggere una pergamena scritta nel linguaggio antico di Eriane. Intanto, Xena cerca di entrare nell'edificio dal retro, ma fingendosi Leah viene catturata da Toracle e gettata in cella con Corilo. Riusciti a liberarsi, i due corrono alla sala della cerimonia, mentre Olimpia e Leah si fanno strada tra le guardie nella stessa direzione. Nel salone del tempio, Melania legge la pergamena e le vergini cadono svenute; quando però la donna continua a parlare nel linguaggio antico, le vergini si rialzano e sputano il veleno: Leah, fingendosi Melania, ha detto loro di non ingoiare. Segue una battaglia a cui Olimpia, Xena, Melania e Corilo prendono parte. Leah finisce con un pugno il falso sacerdote, e poi chiede scusa a Xena e Olimpia per aver giudicato male il loro modo di vivere la vita.
- Altri interpreti: Lucy Lawless (Leah; Melania), Ted Raimi (Corilo), MacGregor Cameron (Basilide), Ted Clarke (Toracle), Matty J. Ruys (Didaco).

## Xena e l'incantesimo di Venere
- Titolo originale: The Quill Is Mightier...
- Diretto da: Andrew Merryfield
- Scritto da: Hilary J. Bader

### Trama
La dea Venere, vedendo che i suoi templi vengono vandalizzati da giovani che venerano Xena invece che lei, viene convinta dal fratello Marte che la colpa è di Olimpia, che coi suoi scritti ha trasformato Xena in leggenda. Così la dea si reca nell'accampamento notturno delle due e getta un incantesimo sulla pergamena con cui Olimpia sta iniziando un nuovo racconto in cui è lei l'eroina e non Xena. La mattina dopo, la giovane scopre che tutto quello che ha scritto la sera prima è diventato realtà: Xena è andata a pescare, lei viene attaccata da cinque barbari che mette in fuga con straordinarie abilità, che di solito non possiede, e Corilo è lì con lei (Corilo è lì perché la frase scritta da Olimpia in inglese ha due significati: "alla mattina si risvegliò con un idiota" e "alla mattina si risvegliò di soprassalto"). Più tardi, i due sono alla taverna di un villaggio e Olimpia comincia a scrivere sulla pergamena le cose che più le vanno a genio; quando però cominciano a esserci guai, lei inizia a mandare a delle caverne lì vicino chi le dà fastidio: per esempio i barbari che l'avevano svegliata al mattino, quando stanno per attaccare un villaggio, sentono il bisogno di trovare un luogo dove andare a dormire. Intanto Marte visita uno dei suoi guerrieri, Telonio: Xena ha lasciato la valle e al suo segnale potrà invaderla e razziare i villaggi.
Olimpia è decisa a usare la pergamena per mettere fine alla guerra nel mondo, ma quando scrive una frase d'effetto sul foglio, Marte cade dal cielo privo dei suoi poteri. Per ridarglieli, la giovane scrive che la forza che ha incantato la pergamena perde tutti i suoi poteri: Venere cade dal cielo sopra il fratello e nelle sue stesse condizioni. Decide così di scrivere che Xena ritorna dal suo viaggio, per farsi aiutare a risolvere la situazione; ma quando fornisce una descrizione dettagliata dell'amica, è Minia (Xena contro il gigante) a fare la sua comparsa. Dopo aver fallito diversi tentativi, il gruppo va alla ricerca di un lago o un fiume per vedere se la guerriera è lì in zona a pescare. Più tardi, di nuovo al villaggio e senza Xena, Corilo chiede consigli a Venere per conquistare Olimpia; decide così di scrivere una frase d'amore sulla pergamena, ma davanti a loro compaiono tre Olimpie nude, che la vera Olimpia spedisce alle caverne. Così il giovane decide di farle un regalo, scambiando il fodero della sua spada per una collana; Olimpia è molto colpita dal gesto, ma quando scopre cosa ha barattato Corilo per il regalo, s'infuria e lo spedisce alle caverne: infatti vi aveva nascosto dentro la pergamena incantata. Olimpia e Marte seguono le tracce del carro del venditore ambulante che ora possiede la pergamena, e iniziano a provare una forte attrazione l'uno per l'altra. Il gruppo finisce per ritrovarsi proprio alle caverne, dove la pergamena passa di mano in mano; alla fine l'ambulante se ne impossessa e corre fuori, seguito dalle Olimpie nude, i barbari, Minia e tutti quelli che erano stati spediti lì: Olimpia, non riuscendo a far venire Xena da loro, ha mandato la pergamena da lei. Telonio prende questa strana processione per il segnale promessogli da Marte e ordina ai suoi uomini di cominciare l'invasione. Il gruppo viene presto raggiunto da Xena, che ha la pergamena e un grande carro pieno di pesci; interrogata Venere sulle parole dell'incantesimo, la guerriera capisce che tutto tornerà come prima se Olimpia scriverà i fatti che avvengono tali e quali sono, senza fronzoli e licenze poetiche. Così, mentre Xena attacca Telonio e i suoi uomini usando il pesce pescato, Corilo e gli altri fanno una cronaca dei suoi movimenti a Olimpia, che scrive tutto sulla pergamena. Funziona: Marte e Venere tornano in possesso dei loro poteri e li testano subito, Marte cacciando Telonio con una sfera di energia, Venere su Corilo e Minia, facendo scambiare ai due un profondo bacio appassionato. I due fratelli tornano poi sull'Olimpo, Minia torna da Timeo, il suo uomo, e Olimpia scrive la parola fine sulla pergamena.
- Altri interpreti: Ted Raimi (Corilo), Kevin Tod Smith (Marte), Alexandra Tydings (Venere), Alison Wall (Minia), Stephen Hall (Telonio).

## Xena e la figlia del Male
- Titolo originale: Maternal Instincts
- Diretto da: Mark Beesley
- Scritto da: Chris Manheim

### Trama
Xena e Olimpia raggiungono il villaggio di Caleipo (Xena e il figlio dei centauri) per presenziare ad un incontro dei capi dei centauri, e la guerriera è molto felice di poter riabbracciare suo figlio Seleuco, che continua ad ignorare l'identità di sua madre. Nel frattempo, una bambina dell'età di Seleuco di nome Fayla sta giocando vicino a un cratere di lava, da cui improvvisamente salta fuori Callisto, spaventandola. Al villaggio dei centauri, Olimpia è lieta di incontrare l'amica Anfitea, ora regina della amazzoni, qui con il figlio Xenan, futuro re dei centauri. La giovane racconta così all'amica che mentre erano in Britannia ebbe una bambina, cui diede il nome Speranza (Xena e la Speranza di Olimpia), ma che purtroppo morì. Nel frattempo Callisto incendia i totem dei centauri e uccide le sentinelle; Xena capisce subito chi è il responsabile, ma non capisce come la sua nemica si sia potuta liberare dalla prigione di lava in cui lei stessa l'aveva spedita (Xena contro Velsinea).
Olimpia è ora sola nella capanna di Anfitea e viene raggiunta da Fayla, che ha un messaggio per Xena da parte di una "donna cattiva": conosce il suo segreto, e lo porterà nella tomba; la principessa guerriera capisce così che Callisto sa che Seleuco è suo figlio e ha intenzione di ucciderlo. Mentre Xena fa nascondere suo figlio nelle caverne di Issione, Olimpia cerca Fayla (scomparsa misteriosamente) prima che la trovi Callisto; ma la bambina è in realtà Speranza: ha liberato lei la folle guerriera, a cui si è alleata per distruggere ciò che è più caro a Xena, incluso Seleuco. Quando Olimpia la trova, vede che ha con sé un agnellino di legno, lo stesso che lei diede a sua figlia appena nata dopo averlo ricevuto in dono da Xena (Xena e il solstizio d'inverno): capisce così che sua figlia è lì con lei, e le fa promettere di aspettarla lì. Xena corre con Seleuco incappucciato in una foresta, ma vengono presto trovati da Callisto; la folle guerriera, che ha mantenuto i suoi poteri divini, mette fuori gioco Xena e si avvicina a suo figlio per ucciderlo, ma è insieme sorpresa e delusa quando vede che si tratta in realtà di Olimpia. Capisce che l'hanno ingannata, e prima di sparire dice che dopotutto neanche lei può essere in due posti allo stesso momento; la principessa guerriera capisce così che non sta agendo da sola. Nelle caverne di Issione, Caleipo viene confrontato e facilmente ucciso da Speranza; quando lo trovano lì fuori morente, Olimpia comincia a temere (a ragione) che la colpa sia di sua figlia. Seleuco, parlando con Xena, è afflitto dalla perdita del padre adottivo, crede che la colpa sia sua poiché tutte le persone a lui care sono segnate da un tragico destino, e in lacrime convince Xena a portarlo con lei e Olimpia quando ripartiranno; la guerriera ordina ai centauri di unirsi per attaccare Callisto, che intanto trama con Speranza per uccidere tutti i loro figli: così non ci sarà più un futuro per la loro nazione. Più tardi, Olimpia ritrova la figlia (che contravvenendo alla sua richiesta si era allontanata dal luogo dove le aveva detto di attenderla) e le rivela la verità, commossa. Speranza le fa credere di essere diventata buona e si fa condurre dalla madre, che si fida ciecamente, nel luogo dove Seleuco è nascosto. Dopo aver parlato con Xena, in un dialogo in cui quest'ultima capisce dalla reazione di Olimpia (protettiva nei confronti di sua figlia) che Fayla è in realtà Speranza, le due corrono al nascondiglio e trovano Seleuco privo di vita; Xena caccia Olimpia, da cui si sente tradita, e rimane sola col corpo del figlio e col suo dolore. Anfitea si nasconde con i bambini nelle caverne di Issione, mentre Olimpia decide di fuggire con Speranza e mette del veleno in una bisaccia. Xena intanto, devastata, affronta Callisto al villaggio con l'aiuto di alcuni centauri nascosti: la folle guerriera le dice che ormai la lotta tra loro è finita, dato che ha raggiunto il suo scopo, ossia farla soffrire come lei l'aveva fatta soffrire da bambina. Ma ormai Xena desidera porre fine alla sua esistenza, e le due cominciano a lottare; la spietata rivale, sempre grazie ai suoi poteri, si libera facilmente delle numerose frecce lanciatele addosso in ogni punto del corpo, così la battaglia si sposta nelle caverne, dove, dopo aver fatto uscire i bambini e Anfitea, Xena fa crollare il soffitto seppellendo la rivale. Olimpia è in una radura con accanto il corpo della figlia morta; quando avvicina alla bocca la bisaccia col veleno per uccidersi, non ci riesce e rimane a fissare Speranza morta. Quella sera, durante la struggente cerimonia funebre di Seleuco e Speranza, Olimpia cerca di parlare all'amica, ma Xena la accusa di aver tradito la sua fiducia, le intima di non azzardarsi a nominare suo figlio e le dice che non vuole mai più aver a che fare con lei. Olimpia, in lacrime, ammette la sua colpa. Le due, col cuore spezzato, prendono due strade separate.
- Altri interpreti: Hudson Leick (Callisto), David Taylor (Seleuco), Amy Morrison (Fayla/Speranza), Danielle Cormack (Anfitea), Jeff Boyd (Caleipo), Reece Rodewyk (Xenan).

## Xena e la ruota del fato
- Titolo originale: The Bitter Suite
- Diretto da: Oley Sassone
- Scritto da: Steve L. Sears, Chris Manheim

### Trama
Olimpia è in un capanno delle amazzoni per subire un rituale di purificazione; Corilo è preoccupato, ma la regina Anfitea lo rassicura: solo toccando il fondo del suo dolore Olimpia riuscirà a superarlo. Intanto Xena è sulla cima di una montagna innevata a cantare il suo dolore, quando viene raggiunta da Marte, che la esorta a vendicare la morte di suo figlio uccidendo Olimpia; la guerriera, piena di dolore e odio, irrompe così nel villaggio amazzone. Prima che Corilo riesca a portare via Olimpia, Xena usa la sua frusta sui piedi dell'ex amica, legandoglieli, e la trascina via fino a un dirupo sotto il quale c'è una cascata e il mare. Quando sta per gettarla nelle acque, Olimpia rinviene e si libera; urlandosi il loro odio reciproco, Olimpia attacca Xena e precipitano entrambe nelle acque, mentre una strana musica comincia a invadere le loro orecchie. Xena viene aiutata a uscire da un fiume da Callisto, vestita come Il Matto dei tarocchi, che la risveglia con un bacio. La donna, molto diversa da quella conosciuta da Xena, la introduce in quel luogo magico il cui nome è Illusia e in cui si comunica solo in rime e canzoni. Lei sarà la guida di Xena e l'aiuterà ad affrontare i suoi demoni interni; la guerriera, ora vestita come la Sacerdotessa dei tarocchi, la guarda girare una enorme ruota della fortuna circondata da creature fantastiche parlanti. Poi Callisto la invita a girarla lei stessa per conoscere il suo destino; quando la porta via, l'ombra di Xena rimane sulla ruota: è il tormento.
Intanto Olimpia emerge da un altro fiume con l'aiuto di Corilo, vestito come l'Appeso dei tarocchi. La fanciulla è sorpresa di vedere l'amico creare un vestito con l'erba del prato e lo indossa, coprendo la sua nudità; poi i due partono insieme. Xena raggiunge un villaggio abitato da guerrieri, che l'acclamano per la sua venuta; su un trono è seduto Marte, ora Imperatore dei tarocchi, che la celebra per essere tornata sulla sua via. Nel frattempo Olimpia raggiunge Potidea, il suo villaggio natale, e viene accolta dai concittadini e dalla sorella Leuca. Xena e Olimpia, spinte dalle rispettive parti (guerrieri e contadini), si scontrano e, durante la sfida, Xena uccide Olimpia. Fortunatamente è solo un'illusione, perché Olimpia avanza verso di lei ancora in vita; le due vengono risucchiate dalla ruota della fortuna e si ritrovano in un luogo oscuro. Qui cominciano a rinfacciarsi le proprie colpe e a urlarsi il loro odio, finché dalla ruota non escono delle fiamme: è il malvagio dio Dahak, padre di Speranza, che cattura Olimpia. Xena l'afferra per salvarla, ma vengono entrambe catapultate nel tempio della divinità, dove Olimpia ha ucciso Ilda e dove tutto è cominciato. Dalle tombe iniziano a uscire delle figure incappucciate: Callisto, Marte, Cesare e Oroveso, che rappresentano l'odio; le due amiche si ritrovano legate a una croce e a un altare, mentre due figure ancora incappucciate si avvicinano: sono loro stesse. Le due amiche si affrontano e alla fine riescono a sconfiggere l'odio, riappacificandosi. Libere dalle loro colpe, raggiungono una parete oltre il quale una cascata nasconde l'uscita di quel mondo; proprio lì vedono la figura di Seleuco, il figlio di Xena. Olimpia l'attraversa con facilità, ma Xena viene fermata perché le bruciano le mani. La figura del tormento si toglie il cappuccio: è Ming T'ien. Olimpia accusa Xena per non averle detto di aver ucciso il malvagio sovrano cinese, ma Xena chiede perdono prima a lei e poi a Seleuco per non avergli mai detto di essere sua madre. Ora libera, può attraversare la cascata e dire addio al figlio. Lei e Olimpia si ritrovano sulla riva del mare, di nuovo insieme e piene di amore e compassione l'una per l'altra.
- Altri interpreti: Susan Wood (Olimpia - parti cantate), Kevin Tod Smith (Marte), Ted Raimi (Corilo), Hudson Leick (Callisto), Michelle Nicastro (Callisto - parti cantate), Danielle Cormack (Anfitea), Willa O'Neill (Leuca), David Taylor (Seleuco), Daniel Sing (Ming T'ien).
- Testi di: Joseph Lo Duca, Pamela Phillips Oland, Dennis Spiegel.

## Xena contro l'armata persiana
- Titolo originale: One Against An Army
- Diretto da: Paul Lynch
- Scritto da: Gene O'Neill, Noreen Tobin

### Trama
Xena si dirige di Tessaglia ma fa una sosta per insegnare a Olimpia come riprodurre i suoi movimento acrobatici, benché Olimpia stia migliorando si fa male a una caviglia. Quando la giovane, troppo orgogliosa per ammettere di aver fallito, non vuole farle vedere il piede, Xena usa il chakram per sfilarle il calzare: la caviglia è già molto gonfia. Mentre le due sono a un ruscello per bagnarla, uno spartano di nome Filippide le raggiunge: l'armata di cui faceva parte è stata distrutta dai persiani a Maratona, che intendono attaccare Atene e conquistare la Grecia. Xena spiega a Olimpia che l'armata persiana è la più grande esistente, sarebbero capaci di distruggere la Grecia. Xena chiede così a Filippide se se la sente di correre ad avvisare la città che presto subirà un attacco, ma lo avverte che se non starà attento, potrebbe morire per lo sforzo. L'uomo riparte, mentre Xena e Olimpia s'incamminano: intendono far deviare l'armata causando una frana al passo delle Termopili, così dovrà raggiungere Atene attraversando Tripoli, villaggio in cui Xena ha nascosto in passato delle armi e dove potranno contare sull'aiuto di una milizia. Olimpia le suggerisce di usare i poteri che Xena ha appreso in Cina, ma la principessa guerriera le spiega che non servirebbero, in questa circostanza non potrebbe evocarli. Mentre si affrettano, incontrano un disertore spartano, Doride; questi spiega loro di essere fuggito per poter rivedere suo figlio e il suo villaggio che si trova nel Peloponneso. La guerriera gli dà un'altra opportunità: le accompagnerà a Tripoli. Mentre sono in viaggio alcuni persiani li attaccano; Olimpia si mette al riparo con Argo, mentre Xena combatte; Doride però rimane bloccato, e quando Olimpia gli si avvicina per dirgli di mettersi al sicuro viene colpita alla spalla da una freccia. Messa in fuga la piccola truppa, Xena estrae la freccia e disinfetta la ferita, ma ora devono assolutamente andare a Tripoli: la freccia era avvelenata e hanno bisogno dell'antidoto. Xena manda Doride ad avvertire la popolazione di Tripoli che si sta preparando un attacco perché il passo delle Termofili è chiuso; Olimpia dice che non c'è stata una frana al passo e infatti Xena voleva solo allontanarlo perché ha capito che non è uno spartano dato che le sue mani non presentano i calli tipici dei loro guerrieri: egli è una spia persiana e dicendogli che il passo è bloccato non dovranno procurare una frana, e i persiani deviando il percorso finiranno in una trappola degli spartani. Le due raggiungono così il villaggio, che è però stato abbandonato e distrutto dai suoi stessi abitanti; senza speranza di trovare l'antidoto, Xena vorrebbe portare Olimpia in Tessaglia, ma la giovane rifiuta: devono fermare prima l'armata. Si recano così in un vecchio rudere dove Xena mostra all'amica le armi che aveva nascosto; poi la fa stendere mentre esce a perlustrare: l'armata persiana è già lì e si sono accampati poco lontano da loro. Xena vorrebbe portarla via, ma Olimpia insiste, nonostante sa che le resti poco da vivere: lei è pronta a morire per un bene superiore. Così si preparano: Xena architetta delle trappole e fa bollire un pentolone di olio. Intanto Olimpia comincia a delirare e a ricordare il primo incontro con Xena; in un momento di lucidità, le dice che vuole essere seppellita accanto a lei quando sarà morta. Quella notte, la giovane ha un sogno: un persiano entra nell'edificio calandosi dal tetto e uccide Xena. Il giorno dopo, la principessa guerriera porta l'amica al piano superiore, da cui avrà una vista migliore di quello che succede sotto e se i persiani dovessero avvicinarsi, lei dovrà far cadere su di loro l'olio bollente. È il momento: Xena apre le porte e con un urlo attira i soldati persiani; ben presto questi riescono a entrare nell'edificio, ma alcuni cadono nelle trappole tese loro. Altri salgono sul tetto, e uno atterra alle spalle di Xena, proprio come nel sogno di Olimpia; la principessa guerriera, però, lo uccide. Vedendo che i persiani aumentano, Olimpia usa le forze che le restano per versare l'olio bollente su di loro, e poi sviene. A questo punto Doride inizia a salire le scale per uccidere Olimpia, ma Xena lo ferma con una freccia avvelenata; vedendo che striscia verso un soldato morto, la guerriera lo ferma e trova l'antidoto al veleno. Messi fuori gioco gli ultimi persiani rimasti, Xena corre da Olimpia e le dà l'antidoto. Olimpia e salva e Xena si sdraia accanto a lei, prima di ripartire entrambe si concedono un po' di riposo.
- Altri interpreti: Douglas Kamo (Doride), Nick Kemplen (Filippide).

## Xena e l'anfora di Apollo
- Titolo originale: Forgiven
- Diretto da: Garth Maxwell
- Scritto da: R.J. Stewart

### Trama
Un sacerdote di Apollo trova Xena e Olimpia in una taverna e chiede il loro aiuto: il brigante Vaiano e il suo aiutante Midia hanno rubato l'anfora del dio, di vitale importanza per i credenti che vedono nell'oggetto un modo per poter espiare le loro colpe. Le due accettano, e mentre Xena va a preparare Argo, Olimpia viene infastidita da una ragazza sedicenne, Dafne, che le lancia del cibo addosso; quando non risponde ai continui insulti, Dafne comincia a picchiarla e a morderle un orecchio. A quel punto scoppia una vera e propria rissa, che viene interrotta da Xena; dopo che la guerriera le ha chiesto spiegazioni sul suo comportamento, Dafne dice di voler prendere il posto di Olimpia come aiutante di Xena. L'insolente ragazza viene subito cacciata, ma dice a Xena che lei sa dove Vaiano ha nascosto l'anfora. Xena le dice comunque di non seguirle, finché Dafne non le dice di voler cambiare; vuole un'altra opportunità dopo aver passato la sua vita frequentando compagnie poco raccomandabili, e Xena alla fine, con gran dispiacere di Olimpia, accetta. Quella notte il trio raggiunge l'accampamento di Vaiano; lasciate indietro le altre due, Xena si avvicina, ma Dafne l'ha pedinata e, quando viene ricacciata indietro, si avvicina ad una delle guardie, dicendole che qualcuno li sta spiando da dietro i cespugli. La ragazza fa così allontanare la guardia e Xena la interroga: Vaiano vuole andare a settentrione per vendere l'anfora ad alcuni mercanti; questo comunque non le evita di infuriarsi con Dafne, che ha disubbidito agli ordini, e le due tornano da Olimpia. Prima di addormentarsi, dopo che la sopportazione di Olimpia ha raggiunto i limiti, Dafne chiede a Xena se secondo lei può riuscire a cambiare, e la principessa guerriera risponde che confida in lei. Il giorno dopo, le tre spiano Vaiano da una collina; Xena si allontana per fermare i mercanti, ma Dafne decide di andare all'accampamento del brigante e Olimpia è costretta a seguirla: qui vengono presto trovate e catturate. Xena le salva appena in tempo: le due sono sepolte fino al collo nella terra e due asce stanno per ucciderle, ma la principessa guerriera riesce a tirarle fuori dai pasticci. Ormai però Vaiano si è allontanato con l'anfora, e Xena riparte per ritrovare lui e i suoi uomini. Dafne è infuriata con Olimpia, perché crede che lei cerchi di far vedere a Xena di essere perfetta; così l'attacca, ma la giovane questa volta combatte con il suo bastone - anche se contro la sua volontà - ed ha la meglio. Xena torna e le ferma: Dafne è in lacrime, convinta di non poter mai cambiare. La guerriera e Olimpia si occupano di lei, curandole le ferite: Olimpia ha capito che è solo una ragazza insicura che vuole farsi accettare dagli altri, così mette da parte il rancore provato finora. Più tardi, mentre le due dormono, Dafne si trova in segreto con Midia e i due si baciano; il brigante le ripete il loro piano: una volta che Xena avrà recuperato l'anfora, lei dovrà rubargliela e i due fuggiranno poi insieme. Il giorno dopo, il trio arriva al luogo dove è nascosta l'anfora; messe fuori gioco le sentinelle e avendo visto che Vaiano e gli altri suoi uomini sono impegnati con i mercanti, le tre cominciano a cercare l'oggetto: Dafne lo trova, ma finge di non aver visto niente finché Xena e Olimpia non sono distratte; a quel punto, l'afferra e corre via. Quando incontra Midia, però, non vuole dargli l'oggetto e questi rivela che l'avrebbe uccisa comunque una volta fuggiti. Segue un combattimento con Midia, Vaiano e i suoi uomini, in cui l'anfora passa di mano in mano rischiando di finire in mille pezzi. Alla fine, il brigante è sconfitto e Xena, Olimpia e Dafne riportano l'anfora al tempio di Apollo. Qui le ultime due decidono di farsi purificare con l'olio benedetto del dio, ma Xena esita sulla soglia: i peccati che lei ha commesso sono troppo grandi per essere cancellati via così facilmente.
- Altri interpreti: Shiri Appleby (Dafne), Wade Jackson (Vaiano), Brett Coutts (Midia), Mervyn Smith (sacerdote di Apollo).

## Xena contro il re degli imbroglioni
- Titolo originale: King Con
- Diretto da: Janet Greek
- Scritto da: Chris Manheim

### Trama
Corilo è in un casinò, dove continua a vincere denari; quando ha vinto ormai un piccolo gruzzolo, decide di smettere e viene seguito da un gruppo di uomini guidati dal figlio del proprietario. Fuori dal locale, viene ingannato da due imbroglioni, che gli rifilano una falsa pepita d'oro e gli rubano i cento denari vinti e la sua spada. Più tardi viene raggiunto dagli uomini del padrone del casinò, che lo pestano a sangue; Xena riesce a evitare il peggio, raggiungendo l'amico e mettendo in fuga i malviventi. Più tardi la guerriera e Olimpia trovano i due imbroglioni - Rodas ed Eldonio - che scommettono in una taverna; vedendo che hanno la spada del loro amico, si fanno rivelare da chi l'hanno avuta: i due ammettono di averla solo rubata e dicono loro che probabilmente Corilo è stato massacrato su ordine del proprietario del casinò, Tito, che intendeva così recuperare le perdite. Xena obbliga così i due ad aiutarla per vendicarsi contro Tito. Intanto, quando suo figlio gli riferisce che non è riuscito a uccidere Corilo, Tito gli ordina di portare a termine il lavoro. Xena offre a Rodas e a Eldonio la metà di quello che riusciranno a estorcere a Tito se l'aiuteranno, e i due accettano la proposta; i due intanto fanno una scommessa: se Rodas riuscirà a farsi baciare da Xena, vincerà la parte di Eldonio; al contrario, se fallirà, sarà Eldonio a vincere. Il quartetto, dopo aver nascosto Corilo in un tempio, si reca al casinò, dove Xena comincia a vincere grazie ai suggerimenti di Rodas. Mentre Eldonio distrae le guardie, Olimpia s'intrufola nell'ufficio di Tito; sentendo un rumore provenire dalla stanza, il proprietario scopre la giovane; Xena li raggiunge, e dice all'uomo che intende appropriarsi del locale e di tutto ciò che contiene, compreso un medaglione molto caro a Tito. Xena attacca le guardie dell'uomo, mentre questi minaccia Olimpia con un pugnale; Xena lo distrae lanciandogli il medaglione e le due fuggono. Ma Tito capisce che era Xena ad aver impedito la morte di Corilo, così ordina al figlio di cercarlo per usarlo contro Xena. Questa intanto sa che l'uomo nasconderà il medaglione in un posto sicuro, quindi organizza con gli amici un modo per rubarlo. Così Rodas e Olimpia si fingono una coppia ricca che viene rapinata da un ladro, in realtà Eldonio; i due dicono al figlio di Tito che se recupererà i loro denari, li potrà tenere; Xena, fingendosi un'avvenente fioraia, gli dice prima di nascondere ciò che ha di prezioso, e con un astuto stratagemma sostituisce il sacchetto col medaglione con uno vuoto. Tornati al tempio, scoprono che Corilo è scomparso e iniziano a cercarlo: Xena e Olimpia lo trovano legato mentre viene portato da Tito, così sconfiggono i suoi uomini e catturano suo figlio; poi si preparano alla fase finale del piano. Intanto Eldonio si reca da Tito e gli propone il suo aiuto contro Xena e Rodas. Più tardi, la principessa guerriera arriva al casinò con Olimpia e l'imbroglione, e propone a Tito una sfida: si giocheranno tutto a poker, ma se lei vincerà, ucciderà suo figlio. A questo punto Eldonio arriva e si rivela dalla parte dell'uomo; quando comincia una piccola battaglia, pugnala Rodas e lo uccide. In punto di morte, questi dà un bacio d'addio a Xena. Tito convince Xena a sfidarsi ugualmente, perché sa che la guerriera lo aveva sfidato solo perché aveva Rodas come aiuto; Xena vince comunque, ma l'uomo cattura Olimpia come ostaggio. La giovane viene salvata da Rodas: in realtà, Eldonio aveva solo finto di averli traditi per ingannare Tito, così i quattro sconfiggono gli uomini di Tito e riescono a fermarlo prima che scappi. Ora tutto è finito: Corilo sta molto meglio, e Xena e Olimpia sono pronte a ripartire. Eldonio dà a Rodas la sua vincita: è riuscito a baciare Xena; ma l'imbroglione, quando è rimasto solo, lascia le monete al tempio come offerta.
- Altri interpreti: Ted Raimi (Corilo), Patrick Fabian (Rodas), Cameron Rhodes (Eldonio), Stig Eldred (Tito), Justin Curry (figlio di Tito).

## Xena e il triumvirato di Roma
- Titolo originale: When In Rome...
- Diretto da: John Laing
- Scritto da: Steven L. Sears

### Trama
In Gallia, il guerriero Vercingetorige guida i suoi uomini contro i soldati di Giulio Cesare, ma vengono sconfitti e fatti prigionieri. Intanto in Siria una simile battaglia ha l'esito opposto: i romani, capitanati da Crasso, vengono sconfitti, quando Xena irrompe sul campo di battaglia e rapisce il comandante romano. Raggiunta Olimpia, la guerriera spiega al prigioniero che ha intenzione di scambiarlo con Vercingetorige, per evitare la sua esecuzione; così il trio si imbarca per Roma. Durante il viaggio, Xena spiega a Olimpia che Cesare, Crasso e Pompeo (un altro comandante romano) si sono uniti in un triumvirato, per governare Roma insieme. Poi la guerriera sfila a Crasso l'anello da triumviro, per dimostrare a Cesare che l'ha catturato veramente. Ma Crasso è scettico: Cesare e tutta Roma non aspettano altro che l'esecuzione dell'eroe gallico. Pompeo non è per nulla interessato a salvare Crasso, vede infatti nella sconfitta di quest'ultimo l'opportunità di conquistare per sé più potere a Roma.
Xena e Olimpia si fanno strada nel palazzo di Cesare, dove mostrano a lui e a Pompeo l'anello del triumviro; Cesare accetta di seguirle sulla galea per vedere Crasso, ma non vuole effettuare subito lo scambio: quella sera ci sarà una festa per presentare Vercingetorige, e vuole che Xena lo accompagni. La guerriera, anche se disgustata, accetta, ma sa che Cesare non libererà mai Vercingetorige; così lei e Olimpia progettano subito un piano alternativo, in cui Crasso finirà in cella al posto dell'eroe gallico. Olimpia accetta, ma più tardi comincia a rendersi conto che così Crasso finirà molto probabilmente ucciso. Olimpia non vuole mettere in pericolo Crasso ma Xena la rimprovera per sua indulgenza così fuori luogo, spiegandole che Crasso non merita pietà raccontandole dello sterminio in Lucania dove Crasso fece anche uccidere il prode guerriero Spartaco, oltre a tutti gli uomini che ha fatto crocifiggere lungo la Via Appia. Quella sera, dopo la cerimonia, Xena si reca da Vercingetorige e riesce a prendere l'impronta della chiave della sua cella, impronta che porta poi da un fabbro per avere un doppione. Il giorno dopo, lasciato a Olimpia il compito di portare Crasso in città, Xena torna al palazzo di Cesare, ma trova Pompeo: questi le rivela che hanno un nemico in comune, dato che non tutti a Roma venerano Cesare, e convince la guerriera a ucciderlo con un pugnale che le permetterà di lasciare Roma indisturbata. Olimpia mette una droga molto potente nell'acqua di Crasso, così quando sono a Roma si finge ubriaca e scatena una rissa con il triumviro, che è sotto l'effetto dello stupefacente. I due vengono sbattuti nella cella vicino a Vercingetorige, mentre Xena si intrufola nelle stanze di Cesare per ucciderlo; questi però la stava aspettando e la fa gettare in cella con il suo amico gallico. Anche questo però faceva parte del piano: Xena fa travestire Vercingetorige da guardia romana, mentre Crasso è ancora addormentato. Il giorno dopo, nell'arena, Cesare fa combattere Xena (accusata di tradimento verso Roma) con due gladiatori, mentre in cella Olimpia e Vercingetorige portano Crasso nella cella del gallico; quando Olimpia sta per mettergli al dito l'anello di triumviro, cosicché possa essere riconosciuto, il gallico la ferma, parlandole delle atrocità che Crasso ha fatto: ordinò ad Alesia un massacro nel quale morì anche il fratello di Vercingetorige. Xena prende tempo contro i gladiatori finché Olimpia non le dà il segnale che avevano convenuto: così sconfigge i due guerrieri e viene riportata in cella, da cui viene subito liberata da Vercingetorige. Le altre guardie portano Crasso nell'arena credendolo erroneamente Vercingetorige: Cesare e Pompeo vedendolo ne sono sorpresi, tuttavia Pompeo essendo compiaciuto esorta Cesare a farlo giustiziare dato che la folla è eccitata e in giubilo. Cesare concede al boia il permesso di decapitarlo, inutile è stata la supplica di Crasso che infatti ora morirà, Olimpia è sugli spalti e fa riflettere sull'anello da triumviro la luce del sole così che Crasso capisca che non gli ha lasciato l'anello. La giovane assiste alla sua decapitazione, per poi allontanarsi con Xena e Vercingetorige. Dopo quanto accaduto Xena si sente in colpa nei riguardi di Olimpia, anche se Crasso meritava di morire ha forzato l'amica a fare una cosa che andava contro la sua moralità, lei è la persona più importante per Xena ma invece che proteggerla la sta condizionando senza volerlo a trasformarsi in una persona diversa. Tuttavia anche se Olimpia è un po' malinconica accetta con rassegnazione quello che è successo, comprende che per stare accanto a Xena deve imparare ad accantonare quando necessario i propri principi etici
- Altri interpreti: Karl Urban (Cesare), Matthew Chamberlain (Crasso), Tamati Rice (Vercingetorige), Jeremy Callaghan (Pompeo).

## Xena e l'ossessione di Olimpia
- Titolo originale: Forget me not
- Diretto da: Charlie Haskell
- Scritto da: Hilary J. Bader

### Trama
Olimpia continua ad avere sogni che le ricordano il passato, quando ha tradito Xena non dicendole la verità sulla figlia Speranza; mentre lei e Corilo stanno per raggiungere la guerriera al tempio di Mnemonia, la dea della memoria, la giovane si risveglia da un incubo simile. Decide così di cercare delle risposte da sola; Corilo, preoccupato, la segue di nascosto. Olimpia arriva al tempio della dea, da cui esce una ragazza che non ha alcun ricordo; le guardie del tempio l'avvertono: potrà entrare solo se sarà pronta a perdere tutti i suoi ricordi. Olimpia corre il rischio e varca le porte dell'edificio, aprendo così alla sacerdotessa della dea le porte della sua mente. Questa riempie una ciotola con dell'acqua e prepara Olimpia ad affrontare i suoi ricordi: intraprenderà un viaggio attraverso i tre fiumi della memoria, e alla fine troverà una ciotola con dell'acqua; se la svuoterà, perderà tutti i suoi ricordi, belli e brutti. Corilo entra nel tempio e Olimpia non ricorda già nulla: il suo viaggio interiore è cominciato; il giovane la porta al sicuro fuori dal tempio, nonostante gli avvertimenti della sacerdotessa.
Intanto Olimpia è sulle rive di un fiume e viene raggiunta da Marte: il dio l'avverte di non entrare nel fiume, il fiume dei lamenti, ma la giovane è decisa e si immerge; subito viene attraversata da ricordi di uccisioni e della morte di sua figlia. Uscita dall'altra parte, si ritrova ricoperta di sangue ed emette un urlo straziante. Nonostante gli avvertimenti di Marte, Olimpia decide di attraversare il secondo fiume, quello ghiacciato del dolore; cercando di non dover cadere in acqua, la giovane si fa strada su uno stretto ponte di ghiaccio che si spezza, facendola finire nel fiume: le vengono subito alla mente i ricordi del tradimento di Xena.
Intanto Corilo sta leggendo al suo "guscio vuoto" le pergamene che lei stessa ha scritto, per farle ritornare la memoria, ma quando vede la descrizione che la giovane ha fatto di lui, comincia a dipingersi come un vero eroe e a sostituire il suo nome a quello di Xena nelle imprese che ha compiuto. La vera Olimpia, riuscita a uscire dal fiume gelato, spiega a Marte di aver trovato la risposta ai suoi tormenti, e credendo di aver superato il dolore del passato, si ributta nel fiume; qualcosa la spinge sottacqua e il fiume si ghiaccia sopra di lei. Con uno sforzo enorme, la giovane si arrampica sulla riva opposta: non sa cosa fare, se proseguire o tornare indietro. Il dio le dice che se vuole può stare lì per l'eternità, ma Olimpia si fa coraggio e si prepara ad attraversare l'ultimo fiume, quello del fuoco. Mentre lo attraversa, capisce finalmente che Marte non è altro che un ricordo che lei aveva represso: quando Xena era partita da sola per uccidere Ming T'ien, il dio della guerra le aveva offerto il suo aiuto per precedere l'amica in Cina e fermarla. Olimpia riesce a capire che era gelosa, perché credeva che la loro amicizia era più importante per lei che per Xena. A questo punto non le resta che l'ultima scelta: cancellare tutti i suoi ricordi, o superare i dolori del passato e conviverci.
Nel frattempo, Corilo ha convinto l'Olimpia senza ricordi che lui è un grande eroe e che lei è profondamente innamorata di lui; la giovane si butta tra le sue braccia, ma Corilo capisce quello che ha fatto e le rivela la verità: era tutta una menzogna, tranne quella volta in cui lei aveva ballato nuda sotto la pioggia. Quando Olimpia lo prende per le orecchie e gli dice che è una cosa che non ha mai fatto e mai farà, il giovane capisce che l'amica ha deciso di tenersi i ricordi. Xena raggiunge i due: aveva dato loro appuntamento in quel luogo proprio perché aveva capito che Olimpia aveva dei problemi col suo passato, e aveva deciso di lasciarle il suo spazio. Ma ora entrambe sono contente, perché la giovane ora li ha risolti.
- Altri interpreti: Ted Raimi (Corilo), Kevin Tod Smith (Marte), Jan Hellriegel (sacerdotessa di Mnemonia).

## Xena e la Stella del Mare
- Titolo originale: Fins, Femmes And Gems
- Diretto da: Josh Becker
- Scritto da: Adam Armus, Nora Kay Foster

### Trama
Venere ha fatto rubare al brigante Meceneo un bellissimo diamante, la Stella del Mare, e gli ha ordinato di portarlo sul monte Parnaso, dove uno studioso dei cieli lo spedirà in cielo e lo farà diventare la "stella di Venere". Xena, Olimpia e Corilo raggiungono il suo tempio, intenzionati a fermarla: il diamante rubato è la stella più importante di tutte, perché punto di riferimento per tutti gli esseri umani. La dea, però, lancia su tutti e tre un incantesimo che li rende ossessionati da ciò a cui stanno pensando: Corilo crede così di essere Asterio l'uomo scimmia, Olimpia perde la testa per sé stessa e Xena prova un forte desiderio di pescare. Il trio si dirige così verso un lago, ma prima causano una frana per far deviare Meceneo dalla loro strada. Intanto la guerriera capisce, dai loro comportamenti strani, che i due amici sono rimasti vittima di un sortilegio, ma non capisce che lo stesso è successo anche a lei; così si concentra nella pesca, e il suo obiettivo è il Saltarino, un pesce che lei e suo fratello Linceo avevano visto da fanciulli e che volevano riuscire a catturare. Intanto Corilo porta con sé Olimpia sugli alberi, deciso a trasformarla nella sua sposa Giliana; ritrovata da Xena, la giovane viene convinta dall'amica ad andare a cercare il diamante: infatti, Xena le dice che Venere l'ha rubato credendosi la bellezza fatta persona; credendo di essere più bella della dea, Olimpia parte alla ricerca di Meceneo. Mentre il brigante è nei pressi del lago, la giovane salta giù da un albero e gli ruba il diamante; Meceneo e i suoi uomini la catturano, ma la giovane viene salvata da Corilo ed entrambi vengono inseguiti dai briganti. Il gruppetto raggiunge Xena proprio mentre questa cattura il Saltarino: mentre lo tiene all'amo, combatte e mette in fuga Meceneo e i suoi, ma il pesce riesce a liberarsi e fugge. Così la guerriera decide di usare il diamante come esca, e convince Olimpia a farselo dare: quando sarà in cielo, tutti potranno ammirarlo e ricordarsi della sua bellezza. Quando il Saltarino salta fuori dall'acqua e afferra la Stella del Mare, Xena taglia una fune e il diamante viene spedito in cielo assieme al pesce. L'incantesimo su Xena si spezza quando lei capisce che era ossessionata dal fatto di avere ancora delle questioni in sospeso col fratello Linceo, così incoraggia Olimpia a rivelare cosa la turba; la giovane dice che è solo stanca di essere tenuta di poco conto e di essere vista solo come un'aiutante, e così l'incantesimo finisce anche su di lei. Xena promette che d'ora in poi la considererà di più, e le due, vedendo Corilo saltellare in giro, decidono di lasciarlo così fino al mattino dopo.
- Altri interpreti: Ted Raimi (Corilo), Alexandra Tydings (Venere), Lawrence Makoare (Meceneo).

## Xena e il presagio di sventura
- Titolo originale: Tsunami
- Diretto da: John Laing
- Scritto da: Chris Manheim

### Trama
Xena e Olimpia sono in un villaggio marittimo, e la giovane decide di farsi leggere la mano da una veggente, la quale le predice un pericolo mortale molto vicino; le due, niente affatto preoccupate dato che la veggente ha descritto una loro giornata qualunque, si dividono per fare provviste. Mentre Olimpia cerca del cibo, vede un gruppo di prigionieri che vengono portati su una galea, da cui verranno poi spediti in una cava a lavorare; ma quello che attira l'attenzione è vedere Autolico, re dei ladri, legato e insieme agli altri briganti. Olimpia segue il gruppo sulla galea e cerca di farsi spiegare la situazione dalle guardie, ma quando le attacca per liberare l'amico, viene catturata e la nave salpa. Xena sente le urla dell'amica e, con un salto incredibile, sale a bordo della nave. La guerriera e Olimpia incontrano così Taddeo, il responsabile della cava, e la sua giovane sposa Elena; egli dice loro di aver comprato i briganti per farli cercare i diamanti sepolti in quel luogo, e le due amiche capiscono così che Autolico si è fatto catturare per mettere le mani su un po' di gioielli. Mentre Xena interroga l'amico, e vede chi è in cella con lui - lo scontroso Macronio e il diciannovenne Palusio - una scossa la distrae e corre sul ponte a vedere cosa succede: in lontananza il monte Etna sta eruttando e il livello del mare è più basso del normale. Intuendo di avere poco tempo, Xena convince il capitano a invertire rotta, ma è troppo tardi: un'onda gigantesca si abbatte sulla nave. Riuscita a mettersi in salvo appena in tempo, Xena si ritrova nella stiva della galea, e si rende conto che la nave si è capovolta. Non vedendo Olimpia, comincia a temere per la vita dell'amica, finché non la ritrova solo svenuta; il capitano della nave è invece ferito alla testa, mentre Taddeo si è rotto una gamba; gli altri stanno bene, anche se molto scossi. Xena e Olimpia cominciano subito a curare Taddeo e il capitano, ma Macronio è contrario e prende la giovane in ostaggio: avverte che ora uscirà dalla galea e tornerà in superficie a nuoto, ma Xena lo convince che sono troppo in profondità e non ce la farà mai; libera poi Olimpia e comincia a pensare ad un piano. Prima di tutto il gruppo gira il timone, per cercare di far fermare la galea su uno dei tanti vulcani marini presenti sul fondale del mare. Macronio, ancora contrariato, si dirige alla porta della cabina e l'apre: subito l'aria presente nella nave esce, facendo entrare altra acqua, mentre la nave comincia a prendere sempre più profondità. Xena chiude subito la porta, e la nave si ferma sull'orlo di un precipizio. Notando degli otri, Xena ordina a Olimpia ed Elena di riempirli d'aria: li useranno per respirare sott'acqua mentre risaliranno; sarà dura, ma la risalita sarà aiutata dai getti d'aria calda che escono dai vulcani. Macronio non crede che possa funzionare, e umilia Palusio: il giovane estrae una balestra per uccidere il brigante, ma viene fermato in tempo da Xena; la colluttazione fa muovere la galea, provocando una falla sotto di loro. La guerriera, con l'aiuto di Autolico, interviene subito per allargare il buco, da cui poi cominciano a uscire. Durante la risalita, però, Macronio perde il suo otre e afferra quello di Xena; la guerriera lo caccia indietro e sta per risalire, ma decide di andarlo a recuperare. Tutto il gruppo riesce a salvarsi e si ritrova su una spiaggia: Macronio è molto sorpreso dell'azione di Xena, non capendo perché gli abbia salvato la vita, ma la guerriera gli dice che da lui non si aspettava di più.
- Altri interpreti: Bruce Campbell (Autolico), Stephen Tozer (Taddeo), Angela Dotchin (Elena), Todd Rippon (Macronio), Toby Fisher (Palusio), Stephen Hall (capitano), Joy Watson (veggente).

## Xena e la statua della pace
- Titolo originale: Vanishing Act
- Diretto da: Andrew Merrifield
- Scritto da: Terry Winter

### Trama
Olimpia giunge in un villaggio dove si tiene la celebrazione annuale della pace; la giovane si scusa con Adrasto, il sindaco del villaggio, sul ritardo di Xena, che arriverà il giorno dopo; poi si unisce ai cittadini per ammirare la statua d'oro raffigurante la pace. La mattina dopo, Adrasto è allibito quando scopre che la statua è stata rubata. Mentre Xena, che nel frattempo è arrivata al villaggio, ispeziona la zona del furto, scorge tra la folla una vecchia molto sospetta. Raggiuntala, scopre che è Autolico, e lei e Olimpia credono che sia lui il responsabile del furto. Quando il ladro nega tutto, i tre vedono delle impronte vicino al porto e capiscono che il ladro deve aver gettato la statua in acqua; Xena usa il suo tocco paralizzante sul capitano del porto per interrogarlo: questi rivela che è stato Tarsete di Sciro a rubare la statua, e che l'ha nascosta nel suo castello sull'isola di Mykonos. Così il trio salpa per l'isola progettando un piano. Il giorno dopo, Olimpia entra nel castello fingendo di essere la fenicia Mirice e pretendendo di voler comprare la statua; ansioso, Tarsete dà ordine di accendere la fornace in cui intende fondere la statua. A questo punto, Xena li raggiunge, fingendo di essere la fenicia Eufrasia, accompagnata dal servo Belladone (Autolico); anche lei si dice interessata alla statua, ma, al contrario di "Mirice", incoraggia Tarsete a fonderla, perché così sarebbe più facile da trasportare. Prima però insiste nel vederla, per accertarsi che non sia un falso. Alla fornace, Autolico crea un diversivo e Xena usa il chakram per rompere la ventola dell'aria della fornace, facendole perdere così calore. Tarsete decide perciò di rimandare la fusione della statua, mentre Xena caccia "Belladone" rimproverandogli la sua sbadataggine. Autolico esplora così il castello, e Xena e Olimpia gli danno tempo inscenando una competizione per la vendita dell'oro fuso. "Eufrasia" offre di più, e Tarsete organizza dei festeggiamenti per la vendita. Quella sera, Autolico e Xena organizzano il piano finale; durante la festa, Thea, la fanciulla di Tarsete, è molto interessata alla gobba di "Belladone" - fatta con un sacco pieno di monete; quando comincia a tastarla, Tarsete si accorge dell'inganno: raccontando a tutti come un tempo uccise un uomo, il cui fratello poi si vendicò di lui rubandogli tutto ciò che aveva, presenta agli invitati il re dei ladri. Xena, per rimediare, inscena una commedia, fingendo di essersi innamorata di lui e di averlo aiutato solo per questo. Tarsete fa rinchiudere tutti e due, mentre dice a "Mirice" che il giorno dopo potrà fare la sua offerta contro il generale Scylosian che verrà per comprare la statua. Più tardi, Olimpia mette in pratica il piano di Autolico radunando pennelli e secchi per la pittura; poi va con Xena - liberatasi facilmente dalla sua camera, in cui era rinchiusa - a liberare Autolico, ma trovano solo i numerosi lucchetti con cui era stato ammanettato per terra. Temendo che voglia uccidere Tarsete, Xena va nelle stanze dell'uomo: qui trova Autolico con una spada puntata contro il nemico, ma il ladro non riesce a colpire perché sa che il fratello non avrebbe approvato. I due si liberano delle guardie del furfante e si recano nel cortile, dove Olimpia li avverte che il generale è arrivato. Tarsete li raggiunge e dice a Scylosian di catturarli, ma i tre sono scomparsi, e anche la statua ha subìto la stessa sparizione misteriosa. Incolpando Tarsete per averlo preso in giro, il generale attacca l'isola. Alla fine viene svelato il piano di Autolico: aveva dipinto il retro della statua con la vernice procuratagli da Olimpia per farla mimetizzare con le mura del castello; così il giorno dopo Xena, Olimpia e Autolico riportano la statua nel suo villaggio, dove ora i festeggiamenti possono continuare.
- Altri interpreti: Bruce Campbell (Autolico), Jon Brazier (Tarsete), Cherie Bray-Taylor (Thea), Adrian Keeling (generale Scylosian), Ian Harrop (capitano del porto).

## Xena e la rinascita di una dea
- Titolo originale: Sacrifice (Part 1)
- Diretto da: David Warry-Smith
- Scritto da: Steven L. Sears

### Trama
Davanti al tempio di Marte, Callisto si libera dal vortice tra i due mondi in cui Hercules l'aveva rinchiusa (Hercules e la pietra di Cronos). Intanto, Xena e Olimpia spiano una cerimonia in cui un'amica della giovane, Selina, sta per essere sacrificata per il ritorno di una dea. Quando affrontano gli uomini che la circondano, le due sono sorprese quando Selina si allontana con loro di sua spontanea volontà. Xena e Olimpia li inseguono, ma sono sorprese quando trovano Callisto con uno dei sacerdoti, il Sacerdote della Viva Carne, a cui ha tagliato la gola; mandando loro un bacio, la folle dea sparisce. Mentre le due si mettono alla ricerca di Selina, che credono essere una seguace di Callisto, Marte cerca di allearsi con Xena: Callisto ha iniziato a radunare seguaci e a creare un'armata per conquistare il mondo. Selina è pronta per essere sacrificata, e quando il sacerdote Werfner sta per ucciderla, si scopre che la figura incappucciata era Xena; la donna combatte contro i guerrieri finché non appare Callisto, con cui inizia una dura battaglia. Marte compare e inizia ad attaccare la folle dea, ma questa afferra Werfner e scompare. Quando Selina, portata via da Olimpia, non capisce chi fosse Callisto, Xena comprende che la cerimonia era per la rinascita di Speranza, la figlia di Olimpia e di Dahak. Mentre la principessa guerriera pensa di usare la mortalità di Speranza contro di lei, Marte inizia a radunare un'imponente armata, riunendo tutti i suoi migliori guerrieri. Olimpia cerca di convincere Selina della malvagità di Speranza, ma questa non vuole saperne; quando alla fine Olimpia le rivela di essere la madre della malvagia divinità, Selina si allontana da lei, intimorita e rispettosa allo stesso tempo. Nel frattempo Callisto e il sacerdote sono in una grotta delle "Vette Supreme" al cospetto di Speranza, racchiusa in un bozzolo protettivo. Callisto offre alla divinità il suo aiuto, ma ad una condizione: deve porre fine alla sua vita. Xena trova il nascondiglio e viene affrontata da Callisto; provocando una frana, la guerriera seppellisce la rivale sotto dei macigni e raggiunge il bozzolo. Quando sta per affondarvi la spada, però, Marte appare e porta via Speranza. Xena raggiunge Olimpia e Selina e le tre partono alla ricerca del bozzolo, probabilmente nascosto da Marte nella "Sala della Guerra". Mentre la creatura emette dei suoni che aumentano man mano, Selina avverte Olimpia di fuggire, perché i seguaci di Speranza stanno venendo a prenderla; infatti poco dopo degli uomini si avvicinano per catturarle, e le tre si rifugiano in un capanno. Completamente circondate, riescono a uscire dal tetto e a farsi strada sugli alberi. Il giorno dopo, Xena si allontana e Olimpia, ancora non sicura della malvagità della figlia, dice a Selina di cercare Speranza e avvertirla dell'imminente arrivo della principessa guerriera; in realtà è solo un piano, perché così le due amiche potranno seguire la sacerdotessa fino alla "Sala della Guerra". Raggiunto il nascondiglio, Xena entra; mentre sta per seguirla, Olimpia viene fermata da Marte, che la porta al cospetto delle Parche. I due hanno ancora una questione in sospeso: Marte l'aiutò a precedere Xena in Oriente per evitare che lei uccidesse Ming T'ien, e ora quel debito va ripagato. Olimpia è disposta a morire se questo servirà a salvare il mondo, ma quando tocca il filo che le Parche hanno nelle loro mani si rende conto che è il filo della vita di Xena. Il ricatto di Marte è molto semplice: se Xena ucciderà Speranza, morirà anche lei. Intanto la cerimonia sacrificale ha inizio: Selina sta per essere pugnalata, quando Xena ferma il rito in tempo; nella colluttazione tra la guerriera, Callisto e Werfner che ne segue, la giovane viene però ferita dal sacerdote. Strisciando fino al bozzolo, sparge il suo sangue su di esso; mentre Xena si avvicina con la spada per colpirlo, viene spinta via da Olimpia. Tutti si voltano a guardare il bozzolo che si rompe e da cui, ricoperta di liquido viscoso, emerge Speranza, ora completamente identica a sua madre Olimpia.
- Altri interpreti: Renée O'Connor (Speranza), Hudson Leick (Callisto), Kevin Tod Smith (Marte), Jodie Rimmer (Selina), Stephen Ure (Werfner), Samantha Adriaanse (Cloto), Michaela Daniel (Lachesi), Elizabeth Pendergrast (Atropo).

## Xena e il sacrificio supremo
- Titolo originale: Sacrifice (Part 2)
- Diretto da: Rick Jacobson
- Scritto da: Paul Robert Coyle

### Trama
Nella "Sala della Guerra", sono tutti attoniti nel vedere il nuovo aspetto della rinata Speranza. Questa continua a fissare Olimpia in modo strano; quando Xena si getta avanti per ucciderla, la giovane si frappone tra le due, dicendo a Xena di non uccidere sua figlia. Xena lancia il chakram, ma Olimpia interviene nuovamente deviando l'arma, che ferisce lievemente Speranza: in quel lasso di tempo, Selina torna normale e invoca l'aiuto di Olimpia, per poi ritornare nuovamente succube a lei. Speranza si prepara ad attaccarle: a un gesto del capo, le armi appese alle pareti cominciano a essere scagliate contro di loro dai suoi poteri telecinetici. Usando il chakram, Xena fa cadere dal soffitto un'enorme scudo dietro il quale si ripara con Olimpia; Callisto sparisce in una fiammata portando con sé Speranza, mentre Xena non può credere a quello che ha fatto la sua amica. Mentre Olimpia spiega a Xena che se ucciderà Speranza lei subirà la stessa fine, Callisto ubbidisce agli ordini della rinata dea, donandole dei vestiti e un bastone uguali a quelli della madre Olimpia. Questo solo per ottenere la sua ricompensa, cioè la morte; Speranza le dice che quando non avrà più bisogno di lei, la ucciderà, poi si dirigono al tempio di Marte. Nel tempio di Dahak, intanto, il dio della guerra si prostra davanti alle fiamme del Signore dell'Eterno Fuoco, garantendogli i suoi servigi. Xena e Olimpia giungono con Selina in un villaggio in cui gli uomini di Werfner stanno catturando i cittadini per sacrificarli a Dahak; mentre Xena combatte, Selina le dice che è inutile: la stessa cosa sta accadendo in altri villaggi, e lei non può salvare tutti. Nel frattempo, al tempio di Marte, Callisto è disgustata vedendo che Speranza e il dio si sono alleati, e s'infuria quando la malvagia dea non vuole rivelarle il luogo in cui Hercules ha nascosto il pugnale intriso del sangue della cerva d'oro, unica arma in grado di uccidere una divinità (Hercules e il sangue della cerva d'oro). Si arrabbia di più quando vede Speranza e Marte iniziare a baciarsi, così sparisce. Selina teme di essere usata da Xena e Olimpia per uccidere Speranza, così si getta da un dirupo; Xena l'afferra in tempo, ma quando si riarrampicano fuori trova Callisto che le propone un'alleanza: lei ucciderà Speranza se poi l'aiuterà a morire. Xena rifiuta, disgustata, perché vuole che viva per sempre col suo dolore, ma Callisto non si arrende. Intanto Selina fugge, e Xena la lascia andare. Mentre Olimpia convince Xena ad accettare l'aiuto della folle dea, Corilo cerca di liberare alcuni innocenti che saranno sacrificati a Dahak, ma viene messo fuori gioco da Selina. Intanto Speranza esce dal tempio di Marte, ma il pugnale non è più nel luogo dove aveva visto Hercules nasconderlo. Più tardi, Xena, Olimpia e Callisto giungono in un altro villaggio messo a ferro e fuoco dai seguaci di Dahak; Olimpia aiuta alcune persone a mettersi in salvo, mentre Callisto si diverte a lanciare palle infuocate in giro. Corilo e Speranza li raggiungono: credendo di parlare a Olimpia, Xena dice alla dea dov'è nascosto il pugnale, ma capisce subito l'errore e si ferma in tempo. Marte porta in salvo Speranza, così il gruppo parte alla volta del tempio di Dahak. Xena caccia Corilo per via della sua sbadataggine, e poco dopo egli viene catturato dai seguaci di Dahak. Quella notte Marte visita Xena e la guerriera capisce dalle sue parole che Speranza aspetta un figlio da lui: insieme progettano di creare una nuova specie di esseri mostruosi, i Distruttori, che porteranno terrore sulla Terra; Olimpia li sente e realizza disgustata che diventerà nonna. Il giorno dopo, la giovane riceve una proposta da Speranza: se si alleeranno, dimenticherà che ha cercato di ucciderla; Olimpia rifiuta, e combatte contro i suoi discepoli al fianco di Xena. Le due e Callisto entrano nel tempio; Xena fa crollare il soffitto sulle fiamme di Dahak, e Corilo, qui catturato, le lancia il pugnale col sangue di cerva: la guerriera aveva finto di cacciarlo per non far sapere nulla a Callisto. Xena si avvicina alla dea, mentre Callisto mette fuori gioco Marte; questi ricorda a Olimpia il suo debito, e la giovane salta davanti all'amica, afferrando sua figlia, e insieme a lei si getta nel cratere di lava alle sue spalle. Callisto guarda la scena divertita: vedere il sacrificio di Olimpia le ha dato una nuova ragione di vivere. Xena, disgustata, si volta verso di lei e la pugnala all'addome; mentre la dea muore, la terra comincia a tremare, e Xena e Corilo continuano a guardare il cratere in cui Olimpia è precipitata.
- Altri interpreti: Renée O'Connor (Speranza), Hudson Leick (Callisto), Kevin Tod Smith (Marte), Ted Raimi (Corilo), Jodie Rimmer (Selina), Stephen Ure (Werfner), Samantha Adriaanse (Cloto), Michaela Daniel (Lachesi), Elizabeth Pendergrast (Atropo).